# Szkoła Podchorążych Piechoty
Szkoła Podchorążych Piechoty (SPPiech.) – szkoła kształcąca kandydatów na oficerów piechoty Polskiej Siły Zbrojnej (niem. Polnische Wehrmacht) w latach 1917–1918 a następnie Wojska Polskiego w latach 1918–1939.

## Szkoła Podchorążych Polskiej Siły Zbrojnej

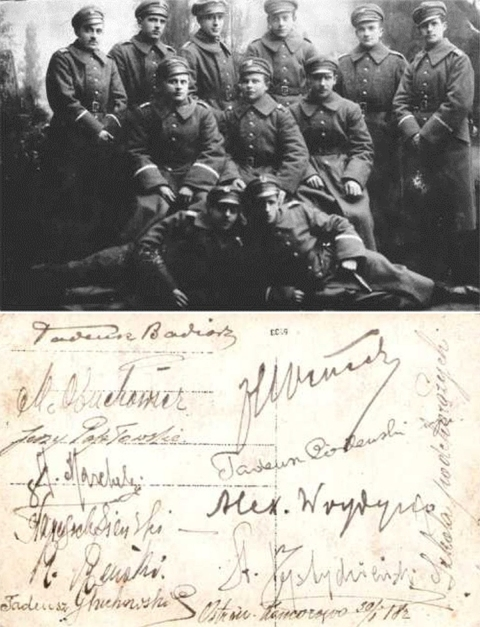
Grupa podchorążych – 30 stycznia 1918, Ostrów-Komorowo

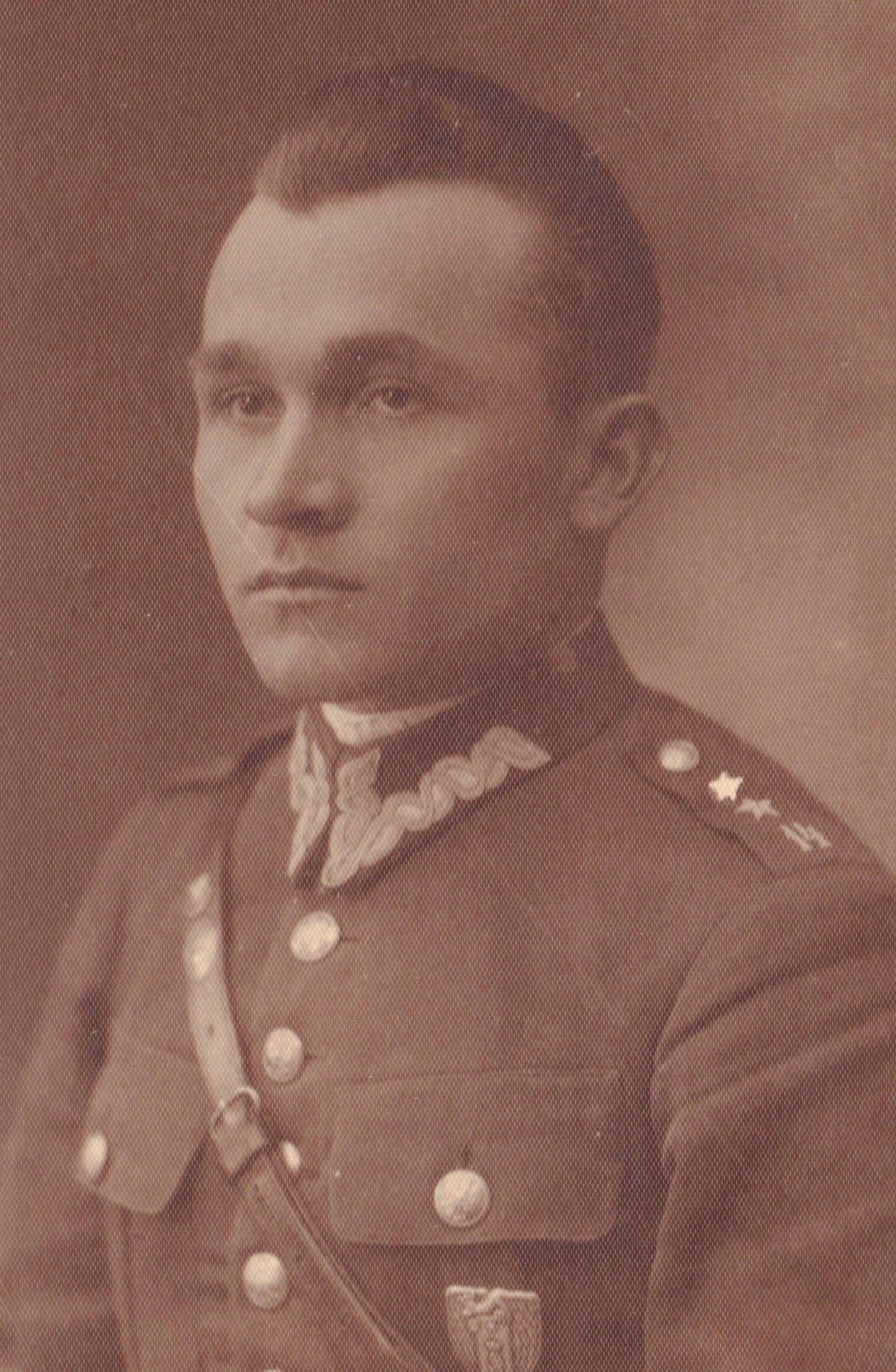
Por. Stanisław Domagalski – w latach 1932–1938 oficer 14 pułku piechoty, w marcu 1939 (już w stopniu porucznika) dowodził jednym z plutonów w 8 kompanii Szkoły Podchorążych Piechoty.

### Geneza
W lipcu 1917 większość pochodzących z Królestwa żołnierzy Polskiego Korpusu Posiłkowego odmówiło złożenia przysięgi na wierność Niemiec, wskutek czego zostali internowani. Żołnierze którzy złożyli przysięgę, weszli w skład Polskiej Siły Zbrojnej. W celu stworzenia korpusu oficerskiego dla tej formacji pod koniec sierpnia 1917 w Ostrowie Łomżyńskim (nazwa historyczna, obecnie Ostrów Mazowiecka) na podstawie rozkazu gen. Felixa von Barth, szefa Inspekcji Wyszkolenia przy Wodzu Naczelnym Polskiej Siły Zbrojnej, utworzona została szkoła podchorążych.

### Historia
Na podstawie zarządzenia Naczelnego Dowódcy Polskiej Siły Zbrojnej generała Hansa Hartwiga von Beselera z dnia 28 sierpnia 1917 został zorganizowany kurs aspirantów oficerskich w składzie dwóch plutonów po 30 słuchaczy. Celem kursu było dostarczenie „nauczycieli w mustrze i strzelaniu, gimnastyce i szermierce, jako dowódców sekcji i plutonów”. Meldunek o wynikach egzaminu wstępnego miał być złożony do dnia 25 września 1917. Komenda Polskiego Korpusu Posiłkowego przydzieliła kadrę dla tego kursu, wyznaczając jednocześnie komendanta Szkoły kapitana Sztabu Generalnego Mariana Kukiela. Kadra początkowo składa się z dwóch oficerów (podoficerów nie było).
Szkołę aspirantów dyslokowano w Ostrowi Mazowieckiej, oddając jej do dyspozycji budynek (pierwszy w kierunku od Ostrowi) przy szosie ostrołęckiej w sektorze północno-zachodnim. Pierwszy rozkaz szkolny wyszedł w dniu 2 września 1917. Kpt. Marian Kukiel proponuje gen. Felixowi von Barthowi zmianę nazwy na „Szkoła podchorążych”. Kadra oficerska Szkoły Podchorążych składała się z następujących oficerów: Komendant Szkoły – kpt. Kukiel, adiutant i oficer instruktor – ppor. Marian Porwit, oficer nauczyciel – por. Eugeniusz Elzenberg. Jako doradców przydzielono trzech oficerów niemieckich (jeden kapitan i dwóch podporuczników). Szkoła dzieliła się na dwa plutony; każdy pluton na dwie drużyny, zwane sierżanctwami. Plutony były oddziałami wyszkolenia, którymi dowodzili oficerowie; najstarszy z uczniów jako podoficer służbowy plutonu był pomocnikiem oficera. Uczniów na pierwszym kursie było 60.
W dniu 29 września 1917 szkoła została przeniesiona do Zegrza i zakwaterowana w koszarach południowych. Od dnia 1 listopada rozpoczęły się nowe kursy. 3 listopada 1917 szkoła wróciła do Ostrowi Mazowieckiej do budynku leżącym po przeciwnej stronie szosy naprzeciwko budynku, w którym Szkoła mieściła się poprzednio. W dniu 6 grudnia 1917 pierwszych 12 uczniów zostaje mianowanych podchorążymi.
Pierwszy program szkolny z dnia 9 marca 1918: miesięcznie były ustalone następujące zajęcia: służba polowa – 30 godzin, taktyka – 28 godzin, terenoznawstwo – 30 godzin, umocnienia polowe – 16 godzin, balistyka – 16 godzin, organizacja wojska – 16 godzin, służba podoficera i oficera – 20 godzin, prawo karne i wojskowe – 6, korespondencja wojskowa – 20 godz, obsługa karabinów maszynowych – 24 godz. nauka o broni – 6. Wykłady zajmują 17 godzin tygodniowo, ćwiczenia praktyczne – 21 godzin.

### Szkolenie
W szkole kształcili żołnierze pochodzący z 2 i 3 pułku piechoty Legionów. Początkowo utworzono kompanię szkolną, później rozbudowaną w batalion. Nauka trwała od 5 do 9 miesięcy, w zależności od rodzaju broni. Program szkolenia opracowali Niemcy. Około połowa czasu szkoleniowego poświęcona była musztrze i szermierce. Na wyszkolenie bojowe nie zwracano większej uwagi. Niemcy nie byli zainteresowani tym aby Polacy zdobywali wiedzę taktyczną i znajomość nowoczesnego uzbrojenia. Podchorążowie składali przysięgę na wierność Królestwu Polskiemu, a także na braterstwo broni z armią niemiecką i austro-węgierską. Podchorążym wpajano ideologię prusko-niemiecką, wychowywano w duchu przyjaźni do Niemiec i wierności władzom okupacyjnym. Na początku 1918 szkołę ukończyło 233 absolwentów.

### Kadra
Kadra rekrutowała się z Polskiego Korpusu Posiłkowego (PKP). W jej skład wchodzili: kpt. Marian Kukiel – komendant Szkoły, oraz porucznicy Marian Porwit i E. Elzenberg. Przydzielono też trzech oficerów niemieckich jako doradców.

## Szkoła Podchorążych Piechoty (1918–1939)

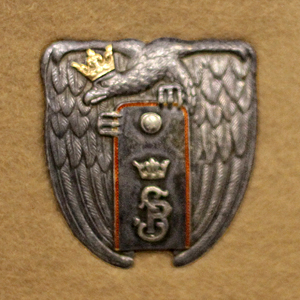
Odznaka szkoły (instruktorska)

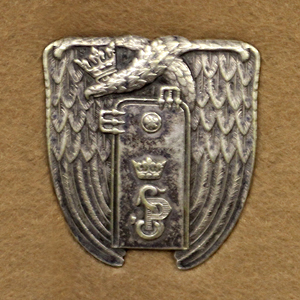
Odznaka szkoły (absolwencka)

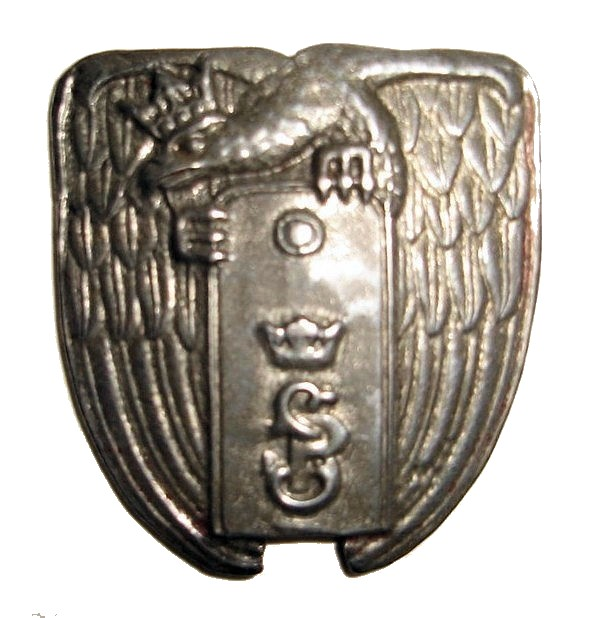
Odznaka szkoły wykonana z blachy „puszkowej” w Oflagu X C Lubeka

Na początku 1918 zwierzchnictwo nad Szkołą przejęła Królewsko-Polska Komisja Wojskowa, a z jej ramienia ppłk Leon Berbecki.
W początkach kwietnia 1918 szkoła przeniesiona została ponownie pod Ostrów do budynku koszar artyleryjskich (wraz ze Szkołą Podoficerską). 28 lipca 1918 odbył się uroczysty akt zamknięcia roku szkolnego. W początkach sierpnia 1918 został wydany przez Szkołę I dokładny program szkoły, który obejmował przedmioty praktyczne i teoretyczne. Do przedmiotów praktycznych zaliczono wyszkolenie osobiste, wyszkolenie dowódcy oraz wyszkolenie ucznia, jako podoficera funkcyjnego i jako instruktora, natomiast przedmiotami teoretycznymi były: dzieje wojskowości, geografia wojskową, taktyka, służba polowa, terenoznawstwo, umocnienia polowe, naukę o broni, wojskowe prawo karne, organizacja wojska, zasady służby oficera, karabiny maszynowe, higiena, nauka o koniu, język niemiecki lub rosyjski.
W dniach odzyskiwania niepodległości, słuchacze szkoły wspólnie z oddziałami Polskiej Organizacji Wojskowej, rozbroili Niemców w Ostrowi Mazowieckiej.
9 listopada ppor. Jerzy Kulczycki, ppor. Kramarczyk i sierż. pchor. Lucjan Świtaj wyjechali służbowo do Warszawy. 12 listopada podjęli pertraktacje z niemiecką Radą Żołnierską 1 Szpitala Fortecznego, w skład której wchodziło 2 marynarzy, podoficer liniowy i sanitariusz, o przejęciu obiektu bez walki, w zamian za ewakuację rannych żołnierzy niemieckich. Od 20 listopada szkoła pod nazwą Szkoła Podchorążych przejmuje budynki. Szkoła była również nazywana Wojenną Szkołą Podchorążych Piechoty. W dniu 17 listopada 1918 r. pod Białymstokiem ginie w walce ppor. Czermak Bronisław wychowanek Szkoły i jest pierwszym bohaterem Szkoły, który zapoczątkował listę poległych wychowanków szkoły – pochowany został w Ostrowi Mazowieckiej. Na stanowisku komendanta nowo utworzonej szkoły pozostał, przybyły z Ostrowi, płk Marian Kukiel.
W dniu 23 grudnia 1918 r. nadano odznakę pamiątkową Szkoły. Rysunek odznaki projektował artysta podchorąży Karol Kuźmiński. Odznaka wyobrażała tarczę w postaci stylizowanego orła polskiego w koronie zygmuntowskiej, orzeł trzymał w szponach naramienniki według kroju z 1917 r. z koroną i literami S.P., nałożonymi. Rozmiar odznaki 4 cm szerokości, 5 cm wysokości, barwy oksydowanego srebra. Odznaki na odwrocie numerowane były liczbami według spisu wychowanków Szkoły, przy czym pierwsze 14 miały numery rzymskie, pozostałe – arabskie.
Do szkoły przyjmowano ochotników ze środowiska cywilnego, szeregowych i podoficerów z byłych armii zaborczych oraz uczniów z austriackich szkół wojennych.
Utworzono trzy bataliony podchorążych. Jeden batalion szkolili instruktorzy francuscy, według własnego programu, a dwa pozostałe polscy instruktorzy, korzystając ze wzorów armii niemieckiej. W listopadzie 1919 do szkoły przyjęto słuchaczy Szkoły Podchorążych Armii Polskiej we Francji.
Spośród słuchaczy rekrutowała się pierwsza kompania wartownicza Belwederu, gdy 29 listopada 1918 r. wprowadził się doń Naczelnik Państwa Józef Piłsudski. Stałą służbę wychowankowie pełnili codziennie do 22 grudnia 1919 r. Później tylko w dniu swojego święta, tj. 29 listopada. W latach wojny 1917–1920 szkoła prowadziła przyspieszone szkolenie, w związku z bardzo dużymi potrzebami frontów na kadrę dowódczą. Łącznie szkołę opuściło w tym okresie około 3517 oficerów. Z chwilą zakończenia wojny polsko-bolszewickiej rozpoczęto szkolenie w cyklu trzyletnim. 1 sierpnia 1921 utworzono w szkole kurs roczny (unitarny) dla kandydatów, którzy zamierzali pozostać w zawodowej służbie wojskowej w stopniu oficerskim. Absolwenci kursu otrzymywali stopień podchorążego oraz prawo wstępu do szkół oficerskich innych rodzajów wojsk. We wrześniu 1922 utworzono przy Szkole Podchorążych pierwszy rocznik Oficerskiej Szkoły Piechoty z dwuletnim cyklem szkolenia.
W piątek 4 maja 1923 szkołę wizytował marszałek Francji Ferdynand Foch.
Podczas przewrotu majowego batalion szkoły opowiedział się po stronie legalnego rządu. 28 września tego roku szkołę ponownie przeniesiono do Ostrowi Mazowieckiej. 12 października tego roku istniejące równolegle dwie szkoły – Oficerską Szkołę Piechoty i Szkołę Podchorążych, połączono pod wspólną nazwą „Oficerska Szkoła Piechoty”.
9 sierpnia 1928 Minister Spraw Wojskowych przemianował Oficerską Szkołę Piechoty na Szkołę Podchorążych Piechoty, Kurs Szkoły Podchorążych w Oficerskiej Szkole Piechoty na Kurs Unitarny w Szkole Podchorążych Piechoty, Batalion Oficerskiej Szkoły Piechoty na Batalion Szkoły Podchorążych Piechoty. Swoją dotychczasową nazwę zachował Batalion Szkoły Podchorążych.

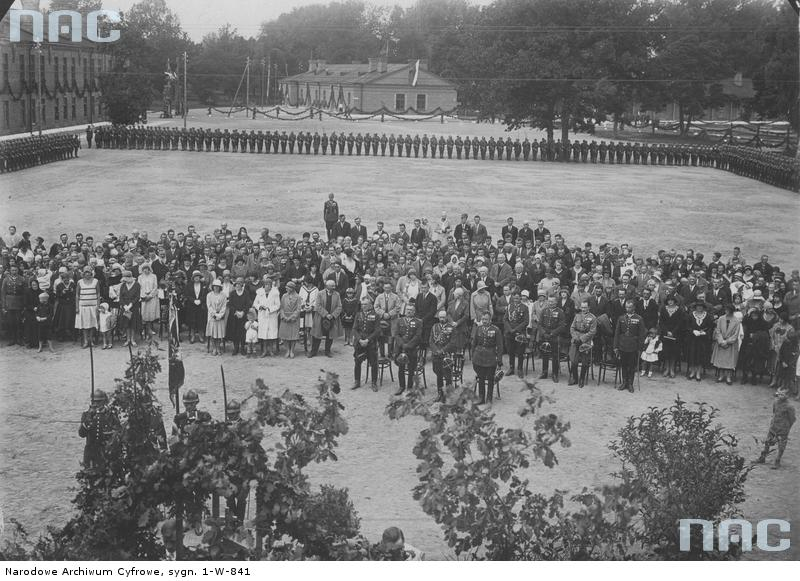
Promocja podchorążych w baonie sanitarnym kursu unitarnego Szkoły Podchorążych Piechoty w Różanie, 1930 r.

15 października 1929 Kurs Unitarny w SPPiech rozpoczął rok szkolny w koszarach w Różanie.
16 października 1929 Minister Spraw Wojskowych zatwierdził nową organizację Szkoły Podchorążych Piechoty:
- Komenda szkoły
  - komendant (generał brygady, uprawnienia służbowe i dyscyplinarne dowódcy piechoty dywizyjnej)
  - drużyna komendanta
- Kwatermistrzostwo
- kompania administracyjna
- batalion unitarny
- dwa bataliony podchorążych piechoty
- szwadron luzaków

Stan etatowy szkoły liczył 118 oficerów, 419 szeregowych, 37 urzędników, 24 niższych funkcjonariuszy oraz 176 koni wierzchowych i 52 konie pociągowe.
20 października komendant Szkoły wprowadził numerację rzymską pododdziałów szkolnych:
- I baon – II rocznik SPPiech,
- II baon – I rocznik SPPiech,
- III baon – Kurs Unitarny SPPiech w Różanie.

W kwietniu 1937 zlikwidowano batalion unitarny, a do szkoły przyjmowano wyłącznie absolwentów dywizyjnych kursów podchorążych rezerwy.
Szkoła obchodziła swoje święto 29 listopada na pamiątkę przygotowanego przez tajny związek niepodległościowy, potocznie nazywany sprzysiężeniem Wysockiego i pod wodzą ppor. Piotra Wysockiego, ataku na Belweder – 29 listopada 1830. W dniu swego święta podchorążowie zaciągali, w historycznych mundurach, wartę w Belwederze.
W 1939 Szkoła wystawiła 114 i 116 Pułki Piechoty (Rezerwowe), które walczyły w kampanii wrześniowej.

## Tradycje i rodowód szkoły

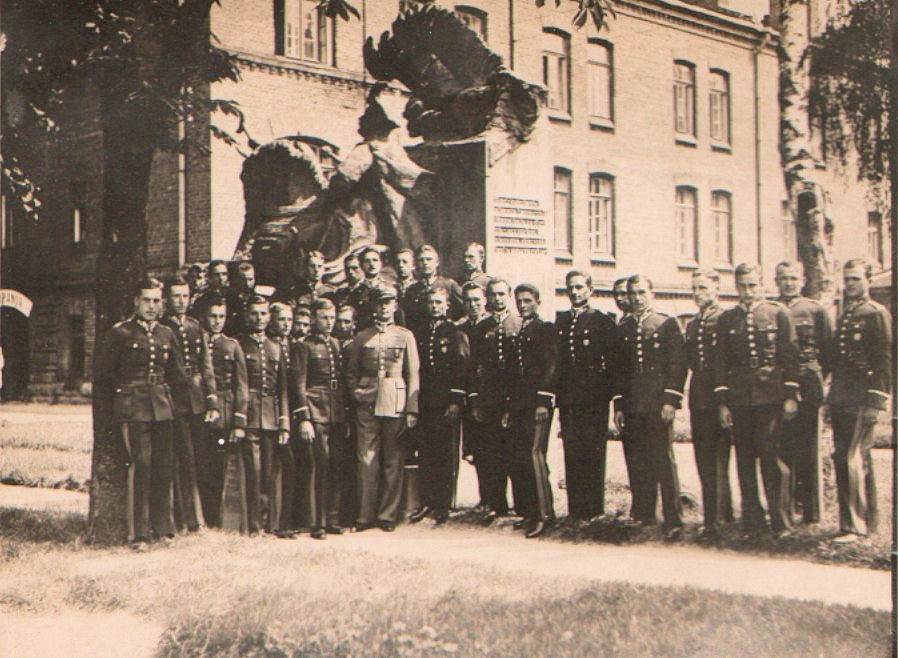
Podchorążowie SPP Ostrów Mazowiecka – lata 30. XX w.

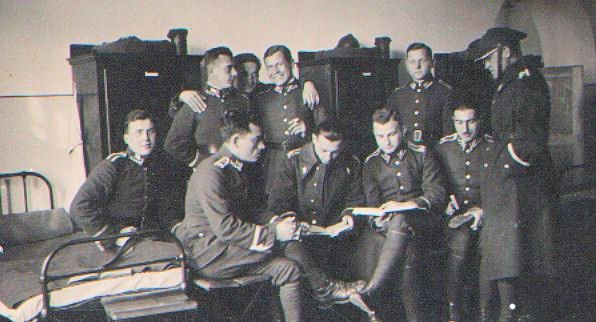
Podchorążowie SPP (promowani 1933) – nauka własna

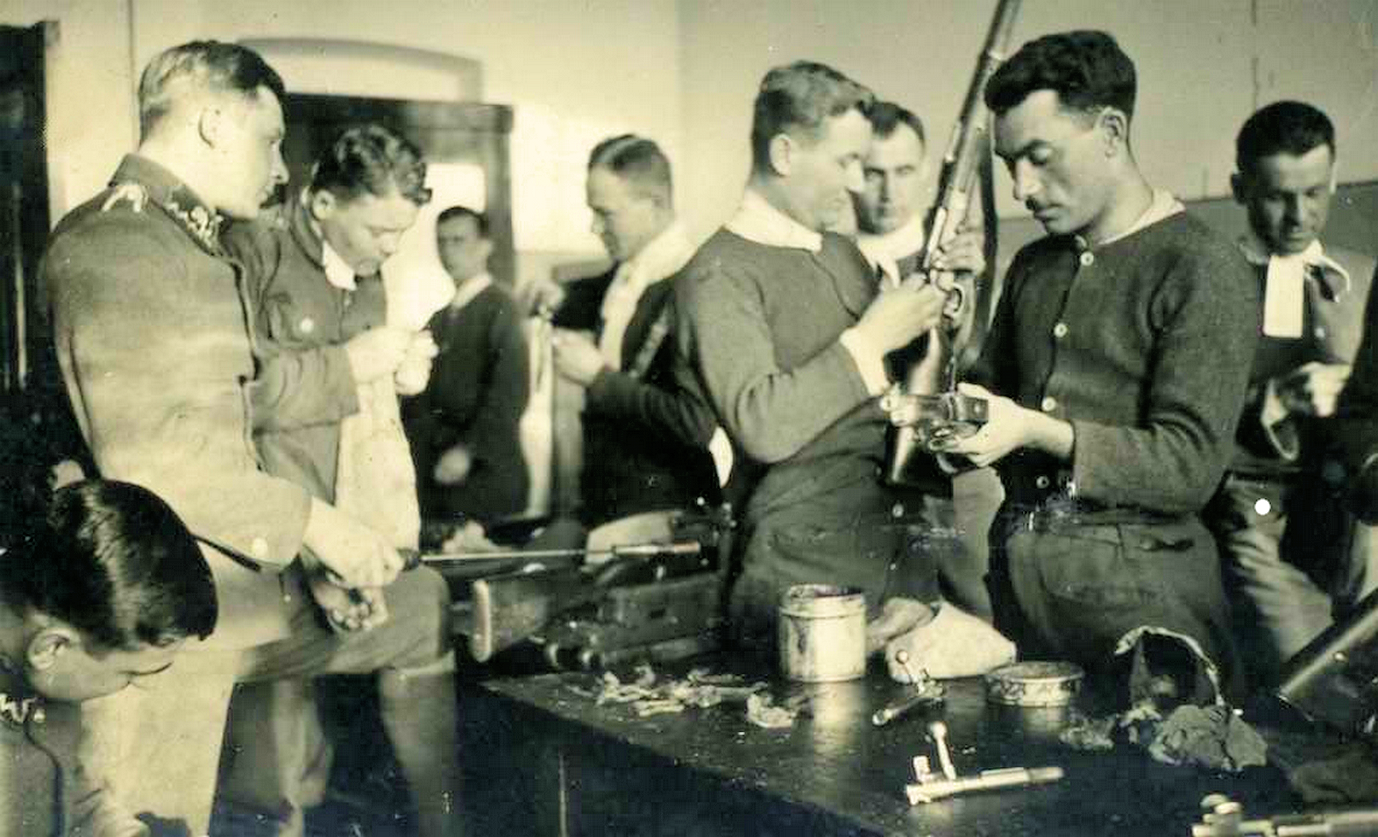
Podchorążowie SPP (promowani 1933) – czyszczenie broni

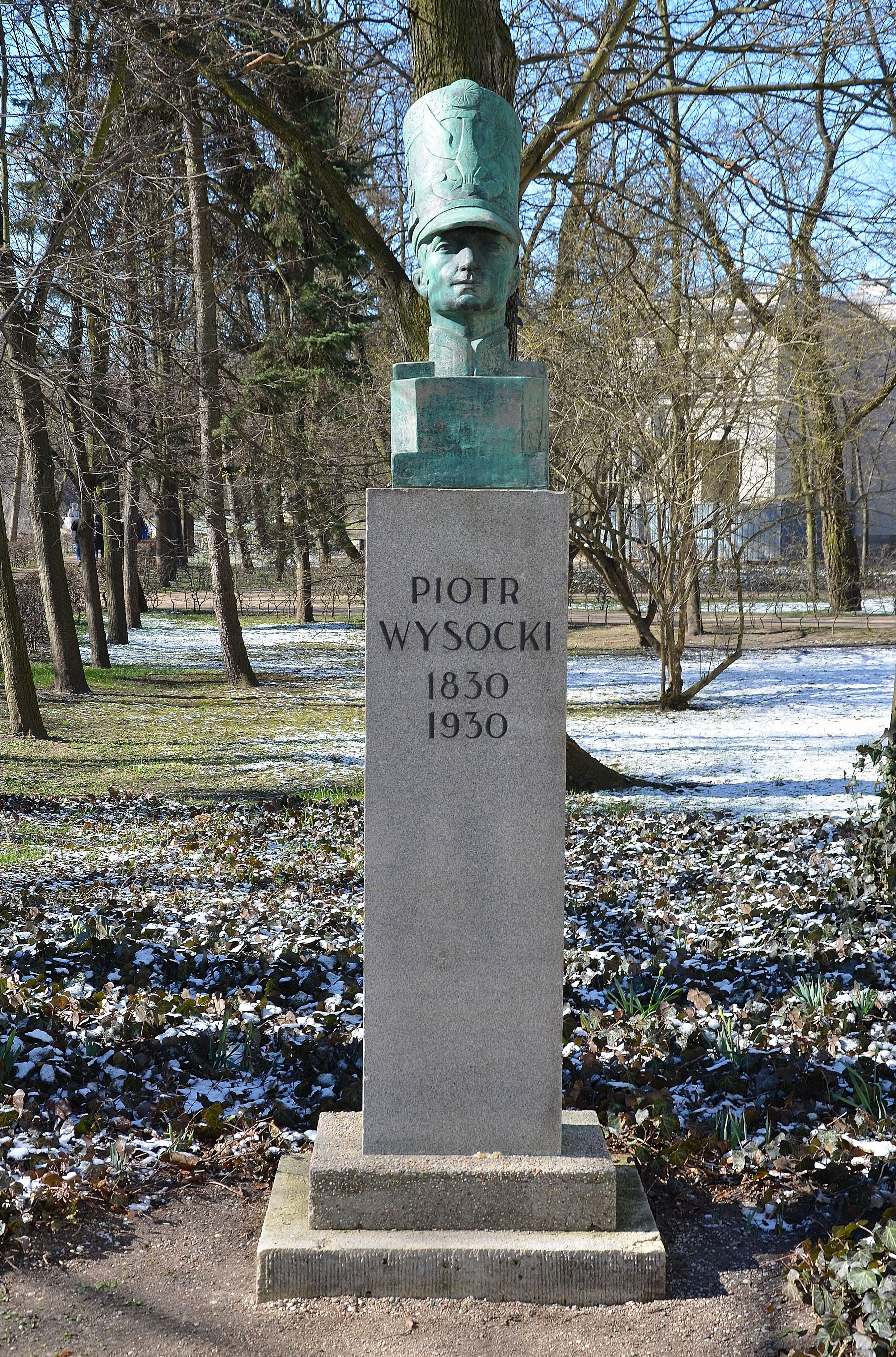
Popiersie Piotra Wysockiego w Łazienkach, do 1939 stojące na terenie szkoły

- Szkoła Rycerska – założona w 1765 przez króla Stanisława Augusta
- Szkoła Podchorążych Piechoty Królestwa Kongresowego
- Szkoła Podchorążych Polskiej Siły Zbrojnej[10]
- Warszawska Szkoła Podchorążych Piechoty[11] (1919 – 1926)

## Kadra szkoły

### Komendanci szkoły
- ppłk SG Marian Kukiel (2 IX 1917 – 11 XI 1919)
- płk SG Kazimierz Młodzianowski (12 XI 1919 – 14 X 1924)
- płk dypl. Gustaw Paszkiewicz (15 X 1924 – 16 V 1926)
- ppłk Aleksander Hertel (p.o. 16 – 20 V 1926)
- ppłk Marian Chilewski (p.o. 20 V 1926 – 24 V 1928[12])
- płk dypl. Bohdan Hulewicz (25 V 1928 – 1 V 1929)
- płk dypl. Maksymilian Milan-Kamski (2 V 1929 – 26 VIII 1930)
- płk dypl. Ludwik Bociański (27 VIII 1930 – 7 XI 1934)
- płk Eugeniusz Żongołłowicz (9 XI 1934 – 15 XI 1938)
- płk piech. Marian Stanisław Raganowicz → dowódca piechoty dywizyjnej 41 DP (rez.)

### Zastępcy komendanta
- ppłk dypl. piech. Seweryn Łańcucki (26 III 1931 – 23 III 1932 → dowódca 71 pp)
- ppłk piech. Zygmunt Fila (1939 → dowódca 114 pp rez.)

### Dyrektorzy nauk
- kpt. / mjr SG Stanisław Kara (1920 – 1923)
- mjr SG Marian Porwit (1923 – IX 1926)
- mjr SG Władysław Winiarski (1926–1927)
- mjr SG Janusz Gaładyk (31 X 1927–1929)
- ppłk dypl. Mieczysław Tasiecki (od 6 VII 1929)
- ppłk dypl. Henryk Edward Zygmunt Józef Lergetporer (do 1939 → szef służby kolejnictwa Armii „Poznań”)

### Dowódcy batalionów
- mjr / ppłk piech. Zygmunt Bierowski (od VI 1934)
- mjr piech. Marian Jadwiński (1926–1927)
- mjr piech. Kazimierz Burczak (dowódca I baonu 1927–1928)
- ppłk piech. Stanisław III Dąbek (dowódca 2 batalionu podchorążych 1927–1931)
- kpt. Tadeusz Alf-Tarczyński (dowódca batalionu i wykładowca)
- ppor. / mjr Seweryn Łańcucki (wykładowca, dowódca klasy, batalionu i półbatalionu podchorążych)
- mjr SG Tadeusz Pełczyński (dowódca kompanii i batalionu)

### Kadra szkoły
- mjr sap. Arkadiusz Kazimierz Balcewicz (instruktor saperów 1926–1929)
- mjr p.d. SG Jerzy Lewakowski (instruktor artylerii)
- kpt. Mieczysław Mozdyniewicz (dowódca kompanii)
- por. Aleksander Zygmunt Myszkowski (dowódca Klasy „C” 1917–1918)
- mjr piech. Wincenty Mischke (dowódca 6 kompanii podchorążych)
- mjr piech. Walenty Peszek (dowódca 1 i 5 kompanii podchorążych)
- mjr art. Józef Pędracki – instruktor artylerii (1926–1929)
- mjr Władysław Spałek – (wykładowca fortyfikacji 1922)
- mjr SG Stanisław Wiloch (wykładowca taktyki 1923–1924)
- kpt. piech. Emil Cimura
- kpt. Tadeusz Hordt
- kpt. Jan Kornaus (wykładowca historii i geografii 1921–1923)
- kpt. SG Jan Rzepecki (dowódca batalionu i wykładowca taktyki)
- kpt. Juliusz Padlewski-Skorupka (w 1918 wykładowca karabinów maszynowych, oddelegowany z c. i k. Armii)
- kpt. Bolesław Wodecki (w latach 1928–1934 dowódca 2, 5 i 8 kompanii podchorążych oraz instruktor strzelectwa)
- por. Władysław Antos
- por. Józef Ćwiąkalski (instruktor, adiutant)
- por. Władysław Dąbrowski (dowódca plutonu VIII 1935 – IX 1938)
- por. Roman Władysław Szymański (dowódca 15. klasy)
- por. Lucjan Świtaj (gospodarz szkoły 1921–1922, adiutant 1923–1924, wykładowca Administracji 1926/27, płatnik 1929/30)
- ppor. Wacław Kuczajowski
- kpt. dypl. Stanisław Kijak
- mjr Janusz Rowiński
- mjr Jan Korkiewicz
- kpt. Justyn Mackiewicz
- mjr Rafał Sołtan (od 1933 kwatermistrz szkoły)
- kpt. Teofil Zieliński

### Podoficerowie
- sierż. Franciszek Adamski – instruktor wychowania fizycznego

## Absolwenci szkoły

### Polska Siła Zbrojna (1917–1918)

#### Klasa „A”
Nauka trwała od 1 września 1917 do 24 stycznia 1918. Dowódcą klasy był kpt. SG Marian Kukiel. Szkołę ukończyło 45 absolwentów. W listopadzie 1917 czternastu uczniów klasy „A” zostało wyznaczonych na funkcje instruktorów w nowo otwartych klasach. Byli to starszy podoficerowie Legionów Polskich z praktyką bojową. 6 grudnia 1917 wspomniani uczniowie–instruktorzy zostali mianowani na stopnie podchorążych z dniem 1 grudnia 1917, przed ukończeniem szkoły. Po ukończeniu szkoły otrzymali lokaty od 1 do 14.

- Ryszard Mański (lok. 1)
- Stanisław Tylicki (lok. 2)
- Jerzy Kramarczyk (lok. 3)
- Jerzy Kulczycki (lok. 4)
- Józef Kramarczyk (lok. 5)
- Jan Ostachowski (lok. 6)
- Wacław Michnowski (lok. 7)
- Wacław Jankiewicz (lok. 8)
- Antoni Kuczyński (lok. 9)
- Stanisław Trembiński hrabia (lok. 10)
- Antoni Sikorski (lok. 11)
- Stefan Świda (lok. 12)
- Stefan Aperliński (lok. 13)
- Artur Wiśniewski (lok. 14)
- Jan Rzepecki (lokata 15)
- Sariusz Stanisław Zaleski (lok. 16)
- Eugeniusz Nowosielski (lok. 17)
- Seweryn Monasterski (lok. 18) †1 VII 1920 utonął w Horyniu[16]
- Franciszek Wielgut (lok. 19)
- Jacek Englicht (lok. 20)
- Lucjan Gurdziel (lok. 21)
- Antoni Rudnicki (lok. 22)
- Kazimierz Pakowski (lok. 23)
- Edmund Kupść (lok. 24) 13 IX 1918 Warszawa
- Czesław Antoni Krzoszwski[17] (lok. 25)
- (lok. 25)
- (lok. 26)
- Wincenty Wnuk (lok. 27)
- (lok. 28)
- (lok. 29)
- (lok. 30)
- (lok. 31)
- (lok. 32)
- Tadeusz Wardejn-Zagórski (lok. 33)
- Erazm Kupść (lok. 34)
- (lok. 35)
- (lok. 36)
- (lok. 37)
- (lok. 38)
- Franciszek Trojan (lok. 39) † 2 IX 1950 Olivos, Argentyna
- Antoni Chojnowski (lok. 40)
- Władysław Jakubiak (lok. 41)
- Wojciech Wierzbowski (lok. 42)
- Bolesław Kałka (lok. 43)
- Tadeusz Kuberski (lok. 44)
- Wiktor Lenartus-Paprocki (lok. 45) † 29 IV 1919 Fabianiszki, adiutant 1 pp Leg.

#### Klasa „B”
Nauka trwała od 1 lutego do 18 lipca 1918. Dowódcą klasy był por. Jan Załuska. Szkołę ukończyło 55 absolwentów. Gwiazdką przy nazwisku oznaczono absolwentów, którzy 19 lutego 1919 zostali mianowani podporucznikami z dniem 1 lutego 1919.

- Aleksander Pniewski (lok. 1)
- Antoni Wieniawski (lok. 2)
- Włodzimierz Skrzyński (lok. 3)
- Zbigniew Dembiński (lok. 4)
- Jan Łada[20] (lok. 5)
- Jan Szymanowicz (lok. 6)
- Jan Walicki * (lok. 7)
- Andrzej Kołodziejczyk (lok. 8)
- Wyszosław Tomasik (lok. 9)
- Leszek Wernicki (lok. 10)
- Adam Lewicki * (lok. 11)
- Władysław Frontczak (lok. 12)
- Stanisław Paprocki (lok. 13)
- Stanisław Karnibad * (lok. 29)
- Ludwik Edward Iskierko (lok. 35)
- Kazimierz Pruszkowski[20] (lok. 36)
- Józef Maciejowski (lok. 37)
- Zygmunt Boglewski (lok. 46)
- Leon Stapf (lok. 52)
- Józef Jelec (lok. 53)
- Okupski (lok. 54)
- Kazimierz Czachowski (lok. 55)

#### Klasa „C” (klasa I)
Nauka trwała od 1 października 1917 do 18 lipca 1918. Dowódcą klasy był por. Aleksander Zygmunt Myszkowski. Naukę ukończyło 39 absolwentów. Gwiazdką przy nazwisku oznaczono podchorążych, którzy 16 stycznia 1919 zostali mianowani podporucznikami w piechocie.

1. Zygmunt Jagodziński
2. Józef Klepaczko
3. Bronisław Kwaskowski*
4. Mieczysław Słowikowski
5. Czesław Sadkowski
6. Mieczysław Saraszewski
7. Mieczysław Szczygielski
8. Zygmunt Krauze* (Krause)
9. Edmund (Edward) Januszkiewicz*
10. Adolf Cyrański
11. Aleksander Ostrowski
12. Tadeusz Roman*
13. Zygmunt Wesołowski
14. Jan Strusiński
15. Jerzy Majewski*
16. Marian Janowski
17. Bolesław Fuksiewicz
18. Apoloniusz Busiakiewicz
19. Tadeusz Cieślewski*
20. Jerzy Pokorski*
21. Aleksander Woydyno
22. Kazimierz Komornicki
23. Bohdan Jeżewski
24. Wacław Sypniewski*
25. Mieczysław Kronhold (Kronhold-Sokolski)*
26. Stefan Krzyżanowski
27. Daniel Winiarski
28. Stefan Motz
29. Adolf Ciesielski
30. Stanisław Kwiatkowski*
31. Stanisław Kosiński*
32. Stefan Hernik*
33. Stanisław Płaskiewicz
34. Edward Gaworski
35. Edward Kluczyński
36. Jarosław Ciechanowski*
37. Stanisław Rożniakowski
38. Jan Krasnowski
39. Eugeniusz Papiewski

#### Klasa „D” (klasa II)
Nauka trwała od 10 lutego do 9 listopada 1918. Dowódcą klasy był por. Marian Porwit. Naukę ukończyło 90 absolwentów. Gwiazdką oznaczono absolwentów (podchorążych), których 20 maja 1919 Naczelny Wódz mianował podporucznikami z dniem 1 maja 1919. Dwiema gwiazdkami absolwentów mianowanych podporucznikami 14 marca 1919. Trzema gwiazdkami absolwentów mianowanych podporucznikami 1 marca 1919.

- Stanisław Siemieński (lok. 1) ***
- Napoleon Ressau (lok. 2) **
- Franciszek Lipiński (lok. 3)
- Leon Ordyniec (lok. 4)
- Jan Mielczarski (lok. 5)
- Władysław Karbowski (lok. 6) *
- Bronisław Sikorski (lok. 7)
- Marek Winterek (lok. 8)
- Stefan Kazimierczak (lok. 9)
- Leszek Pronaszko (lok. 10)
- Tadeusz Wallich (lok. 11)
- Romuald Fürst (lok. 13) *
- Stefan Binder (lok. 15) *** †25 I 1919 pod Miczałówką[27]
- Władysław Czerwiński (lok. 20) *
- Jan Srzędnicki (lok. 23) *
- Tadeusz Konopka (lok. 30)
- Euzebiusz Konarski (lok. 34) *
- Jan Bławut (lok. 35) ***
- Kazimierz Gurbski (lok. 40)
- Tomasz Kwapiński (lok. 57)
- Henryk Wańkowski (lok. 64) * (5 puł.)
- Stanisław Kruszewski (lok. 70) * (5 puł.)
- Tadeusz Kledzik (lok. 71)
- Jan Targowski (lok. 72)
- Janusz Gronkiewicz[c] (lok. 73)
- Tadeusz Zieliński (lok. 74)
- Stefan Kakowski (lok. 75)
- Piotr Pełka (lok. 76)
- Zygmunt Piaseczny (lok. 77)
- Józef Jagielski (lok. 78)
- Bolesław Nowak vel Nowaghk (lok. 79)
- Rudolf Rode[32] (lok. 80)
- Kazimierz Eysymontt (lok. 81)
- Kazimierz Sobczyński (lok. 82)
- Stanisław Urbanowski (lok. 83)
- Franciszek Markiewicz (lok. 84)
- Ludwik Linderberg (lok. 85)
- Karol Wojciechowski (lok. 86)
- Maksymowicz (lok. 87)
- Tadeusz Badjor (lok. 88)
- Wacław Olechowicz (lok. 89)
- Edward Koszur (lok. 90)

#### Klasa „E” (klasa III)
Nauka trwała od 13 maja do 23 listopada 1918. Dowódcą klasy był por. Stanisław Kara. Naukę ukończyło 85 absolwentów. 20 maja 1919 kilku absolwentów zostało mianowanych z dniem 1 maja 1919 na stopień podporucznika.

- Jerzy Albin de Tramecourt (lok. 1)
- Eugeniusz Kraus (lok. 2)
- Marian Jackowski (lok. 3)
- Bolesław Jakubiak (lok. 4)
- Józef Wojtaszewski (lok. 20)
- Mieczysław Kowalski (lok. 21)
- Zygmunt Krenżel (lok. 22)
- Feliks Załęski (lok. 23)
- Jan Gosławski (lok. 26)
- Zygmunt Kubat (lok. 27)
- Tadeusz Kurnatowski (lok. 39)
- Stanisław Latour (lok. 61)
- Tadeusz Aleksander Regulski[d] (lok. 74)
- Jan Woydyno[e] (lok. 79)
- Jan Sobolewski (lok. 85)

#### Klasa „F” (klasa 8.)
Nauka trwała od 20 października 1918 do 24 maja 1919. Dowódcą klasy był por. Stefan Rowecki. Naukę ukończyło 73 absolwentów. 12 czerwca 1919 absolwenci zostali mianowani z dniem 1 grudnia 1919 podporucznikami.
- Zygmunt Kosior (lok. 1)
- Czesław Naruszewicz (lok. 2)
- Kazimierz Kiersnowski (lok. 3)
- Wacław Kobyliński (lok. 4)
- Stefan Wojdaliński (lok. 5)
- Wacław Loga (lok. 6)
- Jan Guderski (lok. 7)
- Józef Parczyński (lok. 19)
- Wacław Neuman-Spława (lok. 34)
- Bernard Kama (lok. 72)
- Antoni Frank (lok. 73)

#### Klasa „J” (klasa 6.)
Nauka trwała od 9 listopada do 13 grudnia 1918. Dowódcą klasy był por. Bolesław Zawadzki. Naukę ukończyło 51 absolwentów.
- Jerzy Kamiński (lok. 1)
- Kazimierz Klochowicz (lok. 2)
- Henryk Pachalski (lok. 3)
- Wojciech Ruszkowski (lok. 4)
- Wiktor Baranowski (lok. 5)
- Wiesław Hołubski (lok. 6)
- Oskar Müller (lok. 7)
- Tadeusz Daszewski (lok. 8)
- Franciszek Rekucki (lok. 9)
- Hubert Krasiński (lok. 10)
- Stefan Miszewski (lok. 51)

### 1918–1921

#### Klasa „G” (klasa 10.)
Nauka trwała od 27 października 1918 do 14 czerwca 1919. Dowódcą klasy był ppor. Sadowski. Szkołę ukończyło 67. absolwentów. 15 lipca Naczelny Wódz mianował z dniem 15 czerwca tego roku absolwentów szkoły na stopień podporucznika.

- Zygmunt Czarnecki (lok. 1)
- Wiktor Sztompka (lok. 2)
- Zygmunt Wilman (lok. 3)
- Artur Horowicz (lok. 12)
- Stanisław Rudnicki (lok. 21)
- Bronisław Dzikiewicz (lok. 22)
- Tadeusz Kawczyński (lok. 27)
- Karol Fijałkowski (lok. 39)
- Tadeusz Słomkowski (lok. 61)
- Wacław Kuferski (lok. 62)
- Stanisław Sobieszczański (lok. 63)
- Paweł Bartoszewicz (lok. 67)

#### Klasa „H” (klasa 11.)
Nauka trwała od 22 listopada 1918 do 14 czerwca 1919. Dowódcą klasy był por. Jan Hyc. Szkołę ukończyło 113. absolwentów. Gwiazdką oznaczono absolwentów, których Naczelny Wódz 15 sierpnia 1919 mianował z dniem 1 lipca 1919 podporucznikami w piechocie.

- Zygmunt Szatkowski (lok. 1)*
- Wojciech Kunicki (lok. 2)
- Tadeusz Wielowiejski (lok. 3)
- Wacław Wolski (lok. 7)*
- Tadeusz Henisz (lok. 8)*
- Mieczysław Hampl (lok. 9)*
- Tadeusz Marynowski (lok. 11)*
- Wacław Radziszewski (lok. 48)
- Witold Piasecki (lok. 49)
- Henryk Krajewski (lok. 56)
- Tadeusz Nadratowski (lok. 58)
- Hipolit Morawski (lok. 73)*
- Tadeusz Ślaski (lok. 112)*
- Karol Kismonowski (lok. 113)

#### Klasa „K” (klasa 12.)
Nauka trwała od 9 stycznia do 2 lipca 1919. Dowódcą klasy był por. Mieczysław Tasiecki. Szkołę ukończyło 70. absolwentów. Naczelny Wódz 3 września 1919 mianował absolwentów podporucznikami w piechocie z dniem 1 września 1919. Gwiazdką przy nazwisku oznaczono absolwentów, którzy zostali przydzieleni do Inspektoratu Wojsk Lotniczych.

- Stanisław Rajkowski * kontr. (lok. 1)
- Ignacy Kalinowski (lok. 2)
- Klemens Porwit (lok. 3)
- Jan Światłowski (lok. 4)
- Bolesław Jastrzębski (lok. 5)
- Andrzej Wachowicz (lok. 16)
- Olgierd Tuskiewicz * (lok. 21)
- Stanisław Wolfram * (lok. 30)
- Karol Orłoś * (lok. 34)
- Marian Sioda * (lok. 40)
- Władysław Zaczkiewicz * (lok. 46)
- Zygmunt Bem * (lok. 54)
- Wacław Będzikowski[43] (lok. 55)
- Józef Łuczak (lok. 70)

#### Klasa „L” (klasa 7.)

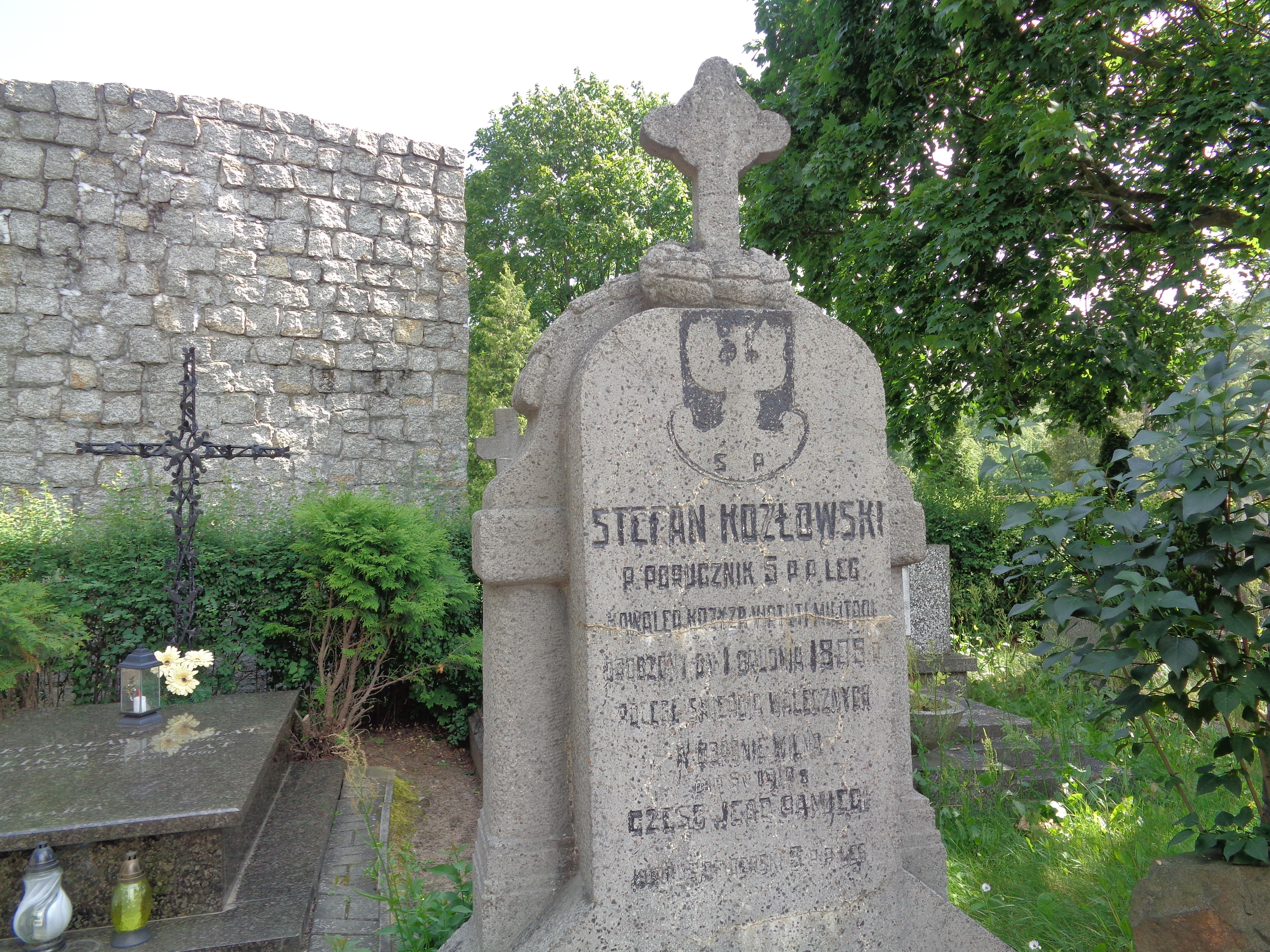
Grób ppor. Stefana Kozłowskiego

Nauka trwała od 3 stycznia do 21 marca 1919. Dowódcą klasy był por. Seweryn Łańcucki. Naukę ukończyło 74 absolwentów. 1 kwietnia 1919 Naczelny Wódz mianował absolwentów podporucznikami w piechocie.

- Jerzy Strzałkowski (lok. 1)
- Zenon Wypychowski (lok. 2)
- Wacław Zielonka (lok. 3)
- Adam Borkiewicz (lok. 4)
- Stanisław Rewoliński (lok. 5) †25 V 1920
- Jan Kiełłpsz (lok. 6) †7 VII 1920
- Stanisław Kalinowski (lok. 7)
- Lucjan Gawroński (lok. 14)
- Karol Szellenberg (lok. 15)
- Julian Piasecki (lok. 16)
- Adam Antoni Bratro (lok. 20) †11 VIII 1920
- Leon Bąkowski (lok. 30)
- Janusz Strzelecki (lok. 36) †3 VII 1920
- Kazimierz Grzybowski (lok. 37)
- Leon Berski (lok. 38)
- Stefan Kiełczewski (lok. 39)
- Klemens Lechnicki (lok. 45) †6 VI 1920
- Klemens Rzeppa (lok. 52)
- Marian Jachimowski (lok. 54)
- Mieczysław Timme (lok. 55)
- Stanisław Felker (lok. 63) †27 IX 1920
- Stefan Kozłowski (lok. 73) †3 V 1919
- Józef Chyliński (lok. 74)

#### Klasa „M” (klasa 13.)
Nauka trwała od 10 marca do 1 października 1919. Dowódcą klasy był ppor. Seweryn Monasterski. Szkołę ukończyło 123. absolwentów. 6 listopada 1919 Naczelny Wódz Józef Piłsudski mianował 116. absolwentów podporucznikami w piechocie z dniem 1 listopada 1919.

- Kazimierz Szumowski (lok. 1)
- Stanisław Dowbor (lok. 2)
- Wacław Berka (lok. 3)
- Edmund Galinat (lok. 4)
- Jerzy Antropow (lok. 5)[48]
- Stefan Latoszek (lok. 6)
- Jan Dorantt (lok. 64)
- Aleksander Łagiewski (lok. 117)[49]
- Władysław Tyjan (lok. 123)

#### Klasa „N” (klasa 9.)
Nauka trwała od 24 marca do 9 czerwca 1919. Dowódcą klasy był por. Seweryn Łańcucki. Szkołę ukończyło 91. absolwentów. 21 czerwca 1919 Naczelny Wódz Józef Piłsudski mianował absolwentów klasy „N” podporucznikami z dniem 1 czerwca 1919.

- Stefan Supiński (lok. 1)
- Bolesław Ruskiewicz (lok. 2)
- Adam Ciołkosz (lok. 3)
- Józef Lipiński (lok. 4)
- Czesław Oborski (lok. 5)
- Władysław Adamowicz (lok. 6)
- Janusz Rowiński (lok. 7)
- Józef Kurz (lok. 8)
- Józef Kowalczyk (lok. 9)
- Zdzisław Jakubowski (lok. 10)
- Stanisław Marek (lok. 11)
- Marian Drobik (lok. 12)
- Tadeusz Żelazowski (lok. 13)
- Zbigniew Ruciński (lok. 14)
- Zygmunt Krauze (lok. 15)
- Kazimierz Braun (lok. 19)
- Zygmunt Horyd (lok. 24)
- Tadeusz Szumowski (lok. 32)
- Stanisław Skarżyński (lok. 50)
- Leon Zawrzel (lok. 69)
- Zygmunt Burago (lok. 73)
- Mirosław Kobzareff (lok. 77)
- Tadeusz Riediger (lok. 91)

#### Klasa 14.
Nauka trwała od 13 czerwca do 27 września 1919. Dowódcą klasy był por. Tadeusz Zieleniewski. Ukończyło klasę 118 absolwentów. 17 października 1919 absolwenci zostali mianowani podporucznikami z dniem 1 listopada 1919.

- Norbert Rajgrodzki (lok. 1)  †1940 Charków
- Władysław Wodniecki (lok. 2) †23 IX 1920[54]
- Tadeusz Sulimirski (lok. 3)
- Mieczysław Aleksander Susicki (lok. 4)
- Henryk Kąkolewski (lok. 5)
- Włodzimierz Walenty Fojkis (lok. 8)
- Tytus Komarnicki (lok. 11)
- Teofil Szurkowski (lok. 29)
- Gustaw Knoche (lok. 35) †1940 Charków
- Tadeusz Stanisław Kierst (lok. 41)
- Seweryn Jędrysik (lok. 70)
- Władysław Świrski (lok. 117)
- Władysław Wędrzyn (lok. 118)

#### Klasa 15.
Nauka trwała od 3 lipca do 1 listopada 1919. Dowódcą klasy był por. Roman Szymański. Ukończyło klasę 158 absolwentów. 9 grudnia 1919 absolwenci zostali mianowani z dniem 1 grudnia 1919 podporucznikami.

- Henryk Śmiałek (lok. 1)
- Konstanty Świetlicki (lok. 2)
- Stanisław Adam Bień (lok. 3)
- Adam Twardowski (lok. 4)
- Tadeusz Antoni Skinder (lok. 25)
- Stanisław Biskupski (lok. 29)
- Emil Niemiec (lok. 36)
- Władysław Szczekowski (lok. 45)
- Stefan Polkowski (lok. 46)
- Leon Kołaczkowski (lok. 62)
- Włodzimierz Szeliski (lok. 96)
- Piotr Stadnik (lok. 97)
- Teodor Marian Żelazowski (lok. 98)
- Roman Domaszewicz (lok. 99)[57]
- Robert Beill (lok. 104)
- Włodzimierz Kraszkiewicz (lok. 116)
- Józef Gumiński (lok. 158)

| 31 stycznia 1920 Naczelny Wódz zmienił zasady mianowania absolwentów Szkoły Podchorążych określone w dekrecie z 31 stycznia 1919 w ten sposób, że: - absolwentów szkoły po zdaniu przez nich egzaminów Departament IV MSWojsk. mianował podchorążymi i odsyłał do wyznaczonych oddziałów, - mianowania podchorążych liniowych lub przydzielonych do Szkół, jako instruktorów na podporuczników następowały automatycznie po czterech miesiącach służby w oddziale i były przeprowadzane przez MSWojsk., - mianowania absolwentów szkół podchorążych wojsk i służby technicznej i specjalnych na podporuczników następowało po ukończeniu Szkoły Podchorążych Piechoty i szkoły specjalnej broni lub służby oraz odbyciu czterech miesięcy służby w oddziałach bądź na etacie danej broni lub służby. |

#### Klasa 16.

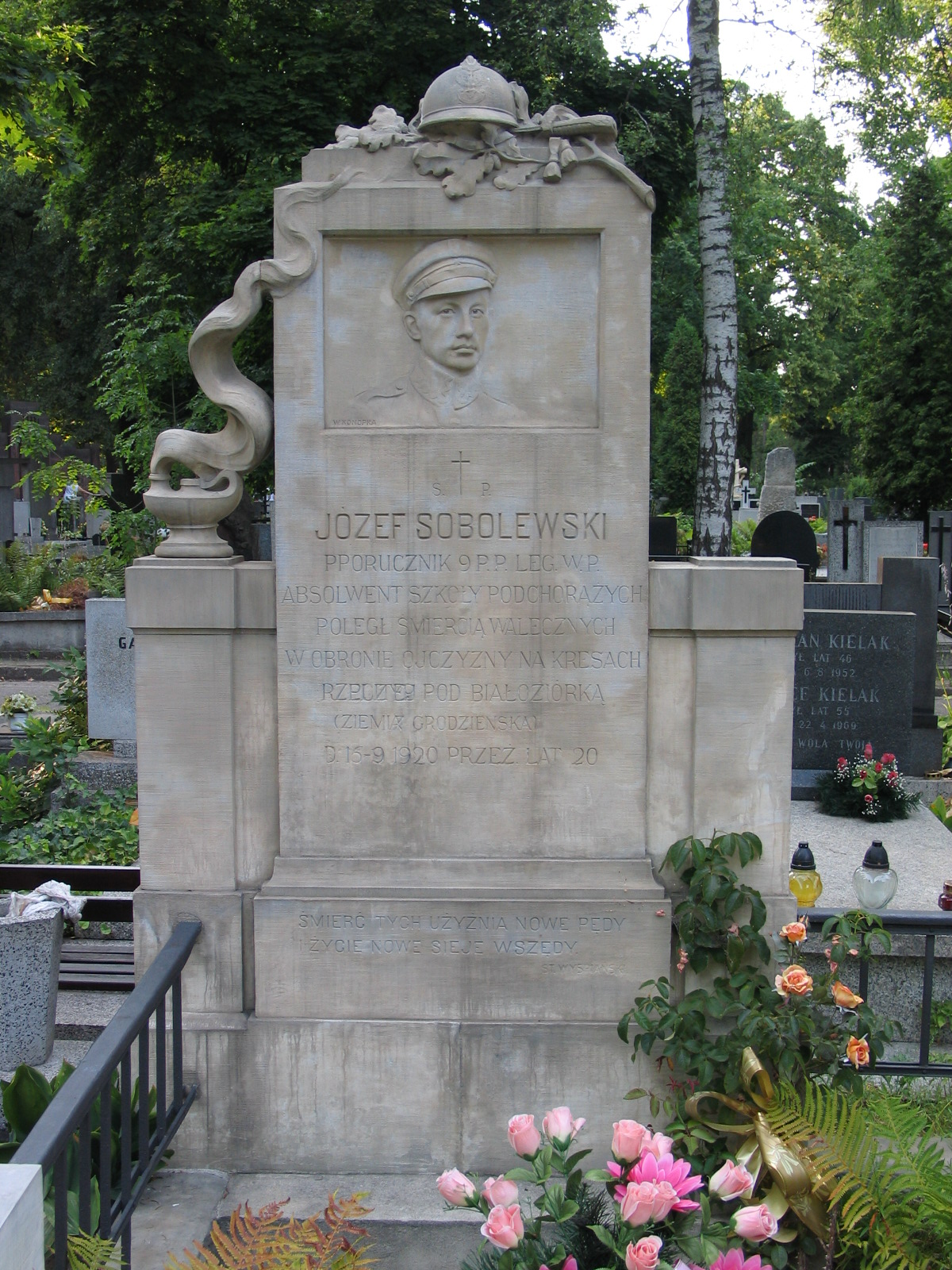
Grób ppor. Józefa Sobolewskiego

Nauka trwała od 10 lipca 1919 do 28 lutego 1920. Dowódcą klasy był ppor. Jan Zgrzebnicki. Ukończyło klasę 122 absolwentów. 30 lipca 1920 Naczelny Wódz mianował 51 absolwentów podporucznikami piechoty z dniem 1 lipca 1920. 20 września 1920 Naczelny Wódz mianował 10 absolwentów klasy 16. i jednocześnie absolwentów Szkoły Podchorążych Saperów podporucznikami saperów z dniem 1 lipca 1920.

- Konrad Ambroziak (lok. 1)
- Józef Bakoń (lok. 2)
- Zygmunt Bentkowski (lok. 3)
- Wacław Batorski (lok. 4)
- Roman Białas (lok. 5)
- Józef Brückner (lok. 6)
- Kazimierz Bułka (lok. 7)
- Kazimierz Busko (lok. 8)
- Stanisław Byczyński (lok. 9)
- Edward Chróścicki (lok. 10)
- Tadeusz Czarnota (lok. 11)
- Marcin Czechowicz (lok. 12)
- Wacław Jacyna (lok. 37)
- Stanisław Janowski (lok. 38)
- Felicjan Jabłoński (lok. 39)
- Edward Jędrzejewski (lok. 40)
- Witold Kowalewski[f] (lok. 56)
- Mieczysław Ługowski (lok. 68)[63]
- Władysław Prażmowski (lok. 83)
- Józef Sobolewski (lok. 96) †15 IX 1920 Białoziórka
- Stanisław Żelewski (lok. 122)

#### Klasa 17.
Nauka trwała od 6 sierpnia 1919 do 31 stycznia 1920. Dowódcą klasy był por. Seweryn Łańcucki. Ukończyło klasę 96 absolwentów.

#### Klasa 18. „Obrońcy Lwowa”
Nauka trwała od 22 sierpnia 1919 do 31 stycznia 1920. Dowódcą klasy był por. Jan Szymanowicz. Ukończyło klasę 155 absolwentów. 7 kwietnia 1920 87 absolwentów zostało mianowanych podporucznikami piechoty z dniem 1 kwietnia 1920.

- Witold Trojanowski (lok. 1)
- Jan Pawłowski (lok. 2)
- Arkadiusz Dąbrowski (lok. 3)
- Tadeusz Paciorkowski (lok. 4)
- Stanisław Librewski[67] (lok. 5)
- Kazimierz Hartman (lok. 6)
- Michał Bokalski (lok. 19)
- Edward Alfons Stark (lok. 42)
- Stanisław Giziewicz (lok. 43)
- Bogusław Komornicki (lok. 80)
- Jan Tetmajer (lok. 88) †28 VII 1920
- Czesław Twardowski (lok. 126)

#### Klasa 19. „Jazdy”
Nauka trwała od 10 września do 6 grudnia 1919. Dowódcą klasy był por. Zawadzki. Szkołę ukończyło 38 bsolwentów. Po ukończeniu kursu ogólnego uczniowie klas 19., 23. i 27. przechodzili miesięczny kurs kawaleryjski w tzw. „szwadronie podchorążych jazdy”, który istniał początkowo pod dowództwem rtm. Władysława Bzowskiego przy Oficerskiej Szkole Jazdy w Starej Wsi, a później pod dowództwem mjr. Gwido Potena przy Centralnej Szkole Podoficerów Jazdy w Przemyślu. Krótki pobyt w szwadronie podchorążych jazdy wykorzystany był na doskonalenie w jeździe i musztrze konnej oraz we władaniu bronią białą.
- ppor. Zygmunt Wichert 1 puł. †30 VII 1920 Szczurowice[71][72]
- ppor. Konrad Bąkowski 9 puł. †19 VIII 1920 Żółtańce[73][72]
- ppor. Jaksa Jackowski 13 puł. †29 XI 1920 Giedrocie[74][72]
- ppor. Wacław Dąbrowski 14 puł. †8 VI 1920 szpital polowy nr 208[75][72]
- ppor. Wojciech Chrzanowski 17 puł. †14 VI 1920 Starosielce[76][72]
- Stefan Humnicki 12 puł.
- Artur Potocki 5 puł.
- Franciszek Skibiński 14 puł.

#### Klasa 20.
Nauka trwała od 1 października 1919 do 1 czerwca 1920. Dowódcą klasy był ppor. Jan Szymanowicz. Szkołę ukończyło 104 absolwentów. Naczelny Wódz 14 października 1920 mianował 94 absolwentów podporucznikami w piechocie z dniem 1 października 1920.
- Aleksander Kawałkowski (lok. 1)
- Kazimierz Kozłowski (lok. 2)
- Kazimierz Lewicki (lok. 3)
- Jerzy Podoski (lok. 15)
- Henryk Żelewski (lok. 30)
- Stanisław Rudzki †9 VIII 1920 (lok. 31)
- Aleksander Kozubowski (lok. 104)

#### Klasa 21. „Lotnicza”
Nauka trwała od 8 października do 20 grudnia 1919. Dowódcą klasy był por. Seweryn Łańcucki. Szkołę ukończyło 48 absolwentów.

#### Klasa 22.
Nauka trwała od 10 października 1919 do 31 marca 1920. Dowódcą klasy był por. Wilczyński. Szkołę ukończyło 139 absolwentów.
- Stanisław Grabski (lok. 1)
- Stanisław Maks (lok. 2)
- Antoni Czyżewski (lok. 3)
- Franciszek Wilkoń (lok. 21)
- Mikołaj Bagiński (lok. 139)

14 października 1920 zostali mianowani z dniem 1 sierpnia 1920 podporucznikami w piechocie:
- Tadeusz Duderewicz (lok. 41)
- Ignacy Figel (lok. 77)
- Henryk Podsadecki (lok. 86)
- Leonard Remisch (lok. 87)
- Bolesław Sutarski (lok. 73)
- Julian Tarnawski (lok. 121)
- Wacław Chmielewski (lok. 71)
- Marcin Pasierb (lok. 109)
- Antoni Jurewicz (lok. 68)

#### Klasa 23. „Jazdy”
Nauka trwała od 18 listopada 1919 do 1 marca 1920. Dowódcą klasy był por. Jan Rzepecki. Szkołę ukończyło 133 absolwentów. Po ukończeniu kursu ogólnego uczniowie klas 19., 23. i 27. przechodzili miesięczny kurs kawaleryjski w tzw. „szwadronie podchorążych jazdy”, który istniał początkowo pod dowództwem rtm. Władysława Bzowskiego przy Oficerskiej Szkole Jazdy w Starej Wsi, a później pod dowództwem mjr. Gwido Potena przy Centralnej Szkole Podoficerów Jazdy w Przemyślu. Krótki pobyt w szwadronie podchorążych jazdy wykorzystany był na doskonalenie w jeździe i musztrze konnej oraz we władaniu bronią białą. 25 listopada 1920 Naczelny Wódz mianował 100 absolwentów podporucznikami w kawalerii z dniem 1 września 1920:

- Jan Bączkowski
- Zygmunt Marian Bargiel[82]
- Karol Bogusławski
- Edward Boniecki
- Roman Brzeziński
- Bohdan Budkowski (mjr, KW)
- Tadeusz Bukład (kpt., KW)
- Jerzy Bukowiński (mjr obs., KWx2)
- Władysław Józef Bułhak
- Stanisław Bydłowski (KWx2)
- Wojciech Certowicz (1900–1939) MN
- Włodzimierz Chądzyński (1891–1958) MN
- Juliusz Chmielowski
- Zdzisław Kawecki
- Józef Skrzypkowski
- Wincenty Słuczanowski
- Adam Sołtan
- Roman Stahl
- Kazimierz Stefanowski
- Wincenty Świerczyński
- Bogumił Szumski
- ś.p. Antoni Wasiutyński
- ś.p. Marian Wasiutyński
- Witold Wasiutyński
- Ryszard Wiszowaty

16 lutego 1921 jedenastu absolwentów zostało mianowanych podporucznikami kawalerii z dniem 1 sierpnia 1920:

- Ludwik I Bukowiecki (ur. 7 maja 1895, KW, MN, SKZ)
- Adam Chendyński
- Aleksander Jodkiewicz (KN, KWx2)
- Jerzy II Kozłowski (ur. 20 stycznia 1898, KW)
- Stefan Łasiewicki (ur. 29 marca 1895, MN)
- Bolesław Rymsza
- Władysław Suchecki

Klasa 24. „Wojsk Łączności”
Nauka trwała od 3 grudnia 1919 do 31 stycznia 1920. Dowódcą klasy był por. Zygmunt Piwnicki. Szkołę ukończyło 35 absolwentów.

#### Klasa 25.
Nauka trwała od 15 lutego do 1 lipca 1920. Dowódcą klasy był por. Jan Rzepecki. Szkołę ukończyło 115 absolwentów. Naczelny Wódz 9 listopada 1920 mianował 104 absolwentów podporucznikami w piechocie z dniem 1 listopada 1920

- Henryk Piątkowski (lok. 1)
- Tadeusz Moszkowski (lok. 2)
- Jan Kraus (lok. 3)
- Rafał Ryżewski (lok. 4)
- Ludwik Domoń (lok. 17)
- Zbigniew Jaruzelski (lok. 22)
- Zygmunt Jarski (lok. 33)
- Kazimierz Tarnawski (lok. 37)
- Kazimierz Szczekowski (lok. 44)
- Edward Hecht (lok. 72)
- Marian Podwysocki (lok. 76)
- Roman Starzyński (lok. 115)

Klasa 26. „Saperska”
Nauka trwała od 25 lutego do 16 lipca 1920. Dowódcą klasy był por. Zygmunt Piwnicki. Szkołę ukończyło 120 absolwentów.

#### Klasa 27. „Kawaleryjska”
Nauka trwała od 23 lutego do 20 czerwca 1920. Dowódcą klasy był ppor. Miłek. Szkołę ukończyło 156 absolwentów. Po ukończeniu kursu ogólnego uczniowie klas 19., 23. i 27. przechodzili miesięczny kurs kawaleryjski w tzw. „szwadronie podchorążych jazdy”, który istniał początkowo pod dowództwem rtm. Władysława Bzowskiego przy Oficerskiej Szkole Jazdy w Starej Wsi, a później pod dowództwem mjr. Gwido Potena przy Centralnej Szkole Podoficerów Jazdy w Przemyślu. Krótki pobyt w szwadronie podchorążych jazdy wykorzystany był na doskonalenie w jeździe i musztrze konnej oraz we władaniu bronią białą. 16 lutego 1921 absolwenci zostali mianowani podporucznikami kawalerii z dniem 1 stycznia 1921.

- Mieczysław Fidler (lok. 1)
- Franciszek Cymmerman (lok. 2)
- Karol Rakman (lok. 3)
- Tadeusz Nowiński (lok. 4)
- Zygmunt Protassewicz (lok. 5)
- Zygmunt Strubel (lok. 10)[87]
- Tadeusz Grzeżułko (lok. 16)
- Bolesław Skinder (lok. 26)
- Jan Szmidla (lok. 27)
- Anatol Bogomazow (lok. 28)
- Wacław Zachoszcz (lok. 29)
- Bolesław Halik (lok. 30)
- Wacław Mieszkowski (lok. 31)
- Mieczysław Gajkowski (lok. 32)
- Stanisław Żychoń (lok. 33)
- Karol Jastrzębski (lok. 57)
- Stefan Stanisław Święcicki (lok. 119)[88][89][90]
- Zygmunt Dobrowolski (lok. 121)

Klasa 28. „Taborowa”
Nauka trwała od 1 lutego do 5 czerwca 1920. Dowódcą klasy był ppor. Klepaczko. Szkołę ukończyło 89 absolwentów
Klasa 29. Zjednoczona polsko-białoruska
Nauka trwała od 7 kwietnia 1920 do 10 stycznia 1921. Dowódcą klasy był ppor. Stanisław Siemieński. Szkołę ukończyło 94 absolwentów, w tym 19 Białorusinów. 20 maja 1921 absolwenci zostali mianowani z dniem 1 maja 1921 podporucznikami w piechocie.
- Marian Zimnal (lok. 1)
- Stanisław Szerszeń (lok. 2)
- Aleksander Chrzanowski (lok. 75)

Białorusini

- Michał Romanowicz (lok. 76)
- Kazimierz Rodziewicz (lok. 77)
- Józef Pawłowicz (lok. 78)
- Anatoliusz Sawicz (lok. 79)
- Sergiusz Masłowiec (lok. 80)
- Michał Zaustinskij (lok. 81)
- Sergiusz Piasecki (lok. 82)
- Borys Artiuch (lok. 83)
- Jan Tracewicz (lok. 84)
- Władysław Kozłowski (lok. 85)
- Eugeniusz Krajnik (lok. 86)
- Igor Brzuchowiecki (lok. 87)
- Konstanty Sycz (lok. 88)
- Jan Usstowski (lok. 89)
- Aleksander Zorow (lok. 90)
- Mikołaj Pontus (lok. 91)
- Józef Pawłowski (lok. 92)
- Michał Downar (lok. 93)
- Włodzimierz Łazarewicz (lok. 94)

Klasa 30.
Nauka trwała od 25 maja do 18 sierpnia 1920. Dowódcą klasy był mjr Seweryn Łańcucki. Szkołę ukończyło 125 absolwentów. 19 stycznia 1921 123 absolwentów 30. klasy zostało mianowanych podporucznikami z dniem 15 grudnia 1920.
- Stefan Szymanowski (lok. 1)
- Edward Szymański (lok. 2)
- Eljasz Goldberg (lok. 3)
- Jan Władysław Suchorzewski (lok. 4)
- Emil Cimura (lok. 14) we IX 1939 dowódca I/116 pp (rez.)
- Henryk Comte (lok. 16)
- Józef Łęgowski (lok. 51)
- Stanisław Szostak (lok. 53)
- Wincenty Marszałek (lok. 66)
- Tadeusz Lelo (lok. 115)
- Władysław Chodak (lok. 125)

Klasa 31. im. Piotra Wysockiego
Nauka trwała od 20 lipca do 20 grudnia 1920. Dowódcą klasy był ppor. Miłek. Szkołę ukończyło 116 absolwentów. 2 lipca 1921 dziewiętnastu absolwentów zostało mianowanych z dniem 1 kwietnia 1921 podporucznikami w piechocie. 19 czerwca 1922 pięciu absolwentów zostało mianowanych podporucznikami rezerwy w korpusie oficerów piechoty. 2 lipca 1922 czterech absolwentów zostało mianowanych podporucznikami rezerwy w korpusie oficerów piechoty.
- Henryk Walczak (lok. 1)
- Jan Pietrzak (lok. 2)
- Izydor Kwieciński (lok. 3)[97]
- Artur Dubeński (lok. 25)[98]
- Stefan Borysowicz (lok. 54)[99]
- Ludwik Sendek (lok. 56)
- Zygmunt Tarasin (lok. 68)
- Władysław Karczewski (lok. 84)
- Marian Sobieszek (lok. 96)[100]
- Witold Budzyński (lok. 115)[101]
- Bronisław Tusch[102]

Klasa 32. Obrońców Lwowa
Nauka trwała od 2 sierpnia do 20 listopada 1920. Dowódcami klasy byli rtm. Geisler i por. Zgrzebnicki. Szkołę ukończyło 103 absolwentów. 25 czerwca 1921 absolwenci zostali mianowani z dniem 1 kwietnia 1921 podporucznikami w piechocie. 19 czerwca 1922 ośmiu absolwentów zostało mianowanych podporucznikami rezerwy w korpusie oficerów piechoty. 2 lipca 1922 czterech absolwentów zostało mianowanych podporucznikami rezerwy w korpusie oficerów piechoty.
- Stanisław Solecki (lok. 1)
- Mieczysław Bicz (lok. 2)
- Stanisław Loewenstamm (lok. 3)
- Bolesław Tarzyński (lok. 36)[98]
- Roman Czerniejewski (lok. 81)[97]
- Stanisław Zberowski (lok. 90)[104]
- Stefan Eysymontt (lok. 103)

Klasa 33. im. komendanta Józefa Piłsudskiego
Nauka trwała od 1 sierpnia 1920 do 1 stycznia 1921. Dowódcą klasy był ppor. Szymanowicz. Szkołę ukończyło 104 absolwentów. 25 czerwca 1921 absolwenci zostali mianowani z dniem 1 maja 1921 podporucznikami w piechocie. 2 lipca 1922 trzech absolwentów zostało mianowanych podporucznikami rezerwy w korpusie oficerów piechoty.
- Piotr Czapik (lok. 1)
- Lucjan Łabentowicz (lok. 2)
- Władysław Pomaski (lok. 3)
- Jan Kluza (lok. 22)
- Czesław Obtułowicz (lok. 35)
- Stanisław Krach (lok. 42)[97]
- Marian Szeffer (lok. 97)
- Franciszek Rozwadowski (lok. 102)
- Ignacy Stryszyk (lok. 104)

Klasa 34. Ochotnicza Akademicka
Nauka trwała od 2 sierpnia do 31 października 1920. Dowódcą klasy był ppor. Wardejn. Szkołę ukończyło 108 absolwentów. 1 sierpnia 1921 dwunastu absolwentów zostało mianowanych z dniem 1 marca 1921 podporucznikami w piechocie. 8 czerwca 1922 jedenstu absolwentów zostało mianowanych podporucznikami rezerwy w korpusie oficerów piechoty.
- Stanisław Zegartowski (lok. 1)
- Bernard Liebetanz (lok. 2)
- Roman Zajączkowski (lok. 3)
- Tadeusz Herbst (lok. 71)[96]
- Stanisław Strarz (lok. 108)

Klasa 35. samochodowa im. gen. Chudzyńskiego
Nauka trwała od 20 sierpnia do 19 października 1920. Dowódcą klasy był por. Pęczkowski. Szkołę ukończyło 115 absolwentów.
Klasa 36.
Nauka trwała od 27 września do 24 grudnia 1920. Dowódcami klasy byli por. Rzepecki i ppor. Aleksander Moyzes. Szkołę ukończyło 66 absolwentów.

#### Klasa 37. im. hetmana Stanisława Żółkiewskiego
Nauka trwała od 16 stycznia do 20 czerwca 1921. Dowódcą klasy był por. Antoni Wieniawski. Szkołę ukończyło 100 absolwentów. 28 lipca 1921 minister spraw wojskowych mianował 50 absolwentów podchorążymi w piechocie z dniem 21 czerwca 1921.

- Zbigniew Rzymowski (lok. 1)
- Sylwester Węglarz (lok. 2)
- Stanisław Zaćwilichowski (lok. 3)
- Józef Gruss (lok. 4)
- Tadeusz Maresz (lok. 5)
- Witold Chołkowski (lok. 6)
- Bogusław Osuchowski (lok. 7)
- Włodzimierz Nowak (lok. 8)
- Czesław Górski (lok. 9)
- Jan Hennig(lok. 10)
- Włodzimierz Dembowski (lok. 11)[110]
- Jan Sułkowski (lok. 12)
- Lucjan Grott (lok. 13)
- Roman Niewiarowski (lok. 14)
- Adam Kryciński (lok. 15)
- Mikołaj Artiuch (lok. 16)[110]
- Jan Urbanowicz (lok. 17)
- Antoni Rawicz-Szczerbo (lok. 18)[110]
- Julian Płaskowicki (lok. 19)[110]
- Mikołaj Gonczor (lok. 98)
- Bolesław Darasz (lok. 99)
- Eugeniusz Czujko (lok. 100)

#### Klasa 38. im. ks. Józefa Poniatowskiego
Nauka trwała od 14 lutego do 21 czerwca 1921. Dowódcą klasy był por. Stanisław Siemieński. Szkołę ukończyło 79 absolwentów. 28 lipca 1921 minister spraw wojskowych mianował 47 absolwentów podchorążymi z dniem 21 czerwca 1921, w tym 25 w piechocie i 22 w kawalerii.

- Jan Pułata (lok. 1)
- Mikołaj Rodziewicz (lok. 2)
- Antoni Zdrojewski (lok. 3)
- Edmund Ginalski (lok. 4)
- Mieczysław Kwiczewski (lok. 5)
- Leonard Furs-Żyrkiewicz (lok. 13)
- Stanisław Truszkowski (lok. 16)[113]
- Adam Kubin (lok. 26)
- Jerzy Jasiewicz (lok. 37)
- Jan Dulęba? Jan Delemba (lok. 45)
- Tadeusz Semik (lok. 51)
- Władysław Minakowski (lok. 77)
- Jan Wilk (lok. 79)

### Klasy doszkolenia młodszych oficerów i urzędników wojskowych
| Klasy doszkolenia młodszych oficerów i urzędników wojskowych | Klasy doszkolenia młodszych oficerów i urzędników wojskowych | Klasy doszkolenia młodszych oficerów i urzędników wojskowych | Klasy doszkolenia młodszych oficerów i urzędników wojskowych | Klasy doszkolenia młodszych oficerów i urzędników wojskowych |
| nr klasy                                                     | czas trwania nauki                                           | liczba absolwentów                                           | dowódca klasy                                                | uwagi                                                        |
| ------------------------------------------------------------ | ------------------------------------------------------------ | ------------------------------------------------------------ | ------------------------------------------------------------ | ------------------------------------------------------------ |
| 39                                                           | 7 II – 11 VI 1921                                            | 81                                                           | mjr Krzyżanowski                                             | 13 VIII 1921 ogłoszono listę absolwentów                     |
| 40                                                           | 15 III – 8 VI 1821, 10 V – 15 VI 1921                        | 114                                                          | kpt. Mieczysław Pęczkowski                                   |                                                              |
| 42                                                           | 12 VIII 1921 – 20 I 1922                                     | 93                                                           | mjr Krzyżanowski                                             |                                                              |
| 43                                                           | 1 IX 1921 – 20 I 1922                                        | 101                                                          | por. Jagodziński                                             |                                                              |
| 45                                                           | 1 II – 1 VII 1922                                            | 128                                                          | mjr Krzyżanowski                                             |                                                              |
| 46                                                           | 1 II – 2 VII 1922                                            | 131                                                          | kpt. Wardejn-Zagórski                                        |                                                              |
| 49                                                           | 15 VIII 1922 – 25 I 1923                                     | 138                                                          | kpt. Orłowski                                                |                                                              |
| 51                                                           | 1 II – 1 VII 1922                                            | 159                                                          | kpt. Orłowski                                                |                                                              |
| 52                                                           | 1 X 1923 – 29 II 1924                                        | 300                                                          | kpt. Walerian Mercik                                         |                                                              |
| 53                                                           | 4 VIII – 24 X 1923                                           | 54                                                           | por. Tadeusz Henisz                                          |                                                              |
|                                                              |                                                              | 1399 razem                                                   |                                                              |                                                              |

### 1922–1939

#### I promocja
Od 4 sierpnia 1921 do 7 lipca 1922 trwała nauka w 41. klasie im. gen. Bema pod dowództwem por. Jan Rzepeckiego i 44. klasie pod dowództwem kpt. Mieczysław Pęczkowskiego. Naukę w obu klasach ukończyło 275 absolwentów. Absolwenci otrzymali stopnie sierżantów podchorążych i zostali skierowani na trzymiesięczne praktyki w pułkach. 8 lipca 1922 ukazał się rozkaz Ministerstwa Spraw Wojskowych zgodnie, z którym podchorążowie przeznaczeni do piechoty w roku szkolnym 1922/23 mieli kontynuować naukę w Oficerskiej Szkole Piechoty. Podchorążowie przeznaczeni do innych broni zostali przeniesieni do odpowiednich szkół oficerskich. Z podchorążych przeznaczonych do piechoty zorganizowano 50. klasę, którą później przemianowano na I promocję OSP. Dowódcą 50 klasy (kompanii OSP) został por. Tadeusz Henisz. 10 sierpnia 1922 rozpoczęto rok szkolny. Program przewidywał 12 miesięczny okres szkolenia. Szkołę ukończyło 135 absolwentów. Absolwentów tej promocji Prezydent RP mianował podporucznikami ze starszeństwem z 1 lipca 1923, a minister spraw wojskowych wcielił do pułków piechoty:

- Wacław Miciński (lok. 1)
- Józef Ćwiąkalski (lok. 2)
- Józef Grcar (lok. 3)
- Franciszek Dąbrowski (lok. 28)
- Eugeniusz Wyrwicki (lok. 46)
- Tadeusz Tomkiewicz (lok. 51)
- Leon Jankowski (lok. 64)
- Franciszek Pieniak (lok. 107)
- Antoni Galewski (lok. 126)
- Melik Somchjanc (lok. 127)
- Jerzy Mrełaszwili (lok. 128)
- Mikołaj Mikołajszwili (Nikołajszwili) (lok. 129)
- Jerzy Dzawachiszwili (Dżawachiszwili) (lok. 130)
- Arkadiusz Schirtładze (lok. 131)
- Gedeon (Gedowan) Chundadze (lok. 132)
- Juliusz (Iliko) Kakabadze (lok. 133)
- Zachariasz Cerewadze (lok. 134)
- Tadeusz Zdanowicz (lok. 135)

#### II promocja, starszeństwo z 1 lipca 1925
W roku szkolnym 1922/1923 była to 47. klasa im. gen. Sowińskiego pod dowództwem por. Jerzy Cymera i 48. klasa im. Traugutta pod dowództwem kpt. Jana Kornausa. Naukę w obu klasach zakończyło 196 podchorążych, w tym 22 Gruzinów. W roku szkolnym 1923/1924 i 1924/1925 dowódcą kompanii był kpt. Piotr Orłowski. Szkołę ukończyło 43 absolwentów. 1 lipca 1925 Prezydent RP mianował Bohdana Antoniego Daneckiego podporucznikiem ze starszeństwem z 1 lipca 1924 i lokatą oraz 33 absolwentów podporucznikami ze starszeństwem z 1 lipca 1925 w korpusie oficerów piechoty, a minister spraw wojskowych wcielił do oddziałów macierzystych.

- Stanisław Niewiarowski (lok. 1)
- Marian Łowiński (lok. 2)
- Mieczysław Wawrzyniec Rokicki (lok. 3)
- Józef Zieliński (lok. 4)
- Mieczysław Antoni Roszkiewicz (lok. 5)
- Stanisław Michułka (lok. 22)
- Antoni Benedykt Łukasz Krzysztoporski (lok. 32)
- Eugeniusz Władysław Tkaczek (lok. 33)

#### III promocja
W roku szkolnym 1923/1924 była to 54. klasa. Absolwenci tej promocji zostali mianowani podporucznikami ze starszeństwem z 15 sierpnia 1926.

- Franciszek Kwiryn Herman (lok. 1)
- Józef Kuropieska (lok. 2)
- Rudolf Stanisław Marcinowski (lok. 3)
- Kazimierz Leon Jastrzębski (lok. 4)
- Stanisław Jachnik (lok. 5)
- Feliks Bolesław Witkowski (lok. 6)
- Jan Bielecki (lok. 7)
- Michał Olisiewicz (lok. 8)
- Kazimierz Zbigniew Domaradzki (lok. 9)
- Józef Dominiak (lok. 10)
- Albin Potocki (lok. 11)
- Władysław Banaszkiewicz (lok. 20)
- Ludwik Ziobrowski (lok. 37)
- Tomasz Tadeusz Bednarowski (lok. 53)

#### IV promocja, starszeństwo z 15 sierpnia 1927
W roku szkolnym 1924/1925 była to 55. klasa Szkoły Podchorążych licząca 295. uczniów. Kolejnymi dowódcami klasy byli porucznicy: Mikołaj Kamiński, Stanisław Żwirski i Kazimierz Czermak. 1 sierpnia 1926 pierwszy rok nauki zakończyło 120 uczniów. Dowódcą był kpt. Kazimierz Rudnicki. 15 sierpnia 1927 drugi rok nauki zakończyło 118 uczniów. Dowódcą był kpt. Piotr Parfianowicz. 11 sierpnia 1927 prezydent RP mianował 174. absolwentów Oficerskiej Szkoły Piechoty i Oficerskiej Szkoły dla Podoficerów podporucznikami ze starszeństwem z 15 sierpnia 1927 w korpusie oficerów piechoty. Podane lokaty są lokatami ukończenia Oficerskiej Szkoły Piechoty i różnią się od podanych w zarządzeniu Prezydenta RP.

- Stefan Piwiński (lok. 1)
- Stefan Maciej Lewiński (lok. 2)
- Stanisław Czupryna (lok. 3)
- Antoni Szacki (lok. 14)
- Jan Wojtal (lok. 57)
- Jan Zygmunt Kosiaty (lok. 106)
- Stefan Leontowicz (lok. 118)

#### V promocja
W roku szkolnym 1925/1926 była to 56. klasa Szkoły Podchorążych, a w następnych latach 5. kompania Oficerskiej Szkoły Piechoty. Dowódcą kompanii był kpt. piech. Franciszek Pająk. Absolwenci tej promocji zostali mianowani podporucznikami ze starszeństwem z 15 sierpnia 1928. Podane lokaty są lokatami ukończenia Oficerskiej Szkoły Piechoty i różnią się od podanych w zarządzeniu Prezydenta RP.

- Józef Jan Mikuła (lok. 1)
- Mieczysław Kacki (lok. 2)
- Włodzimierz Michał Filleborn (lok. 3)
- Marian Karol Ludwik Freyberger (lok. 4)
- Józef Henryk Schirmer (lok. 5)
- Władysław Reda (lok. 6)
- Jan Kozłowski (lok. 7)
- Bohdan Stefan Łożyński (lok. 8)
- Stanisław Stefański (lok. 9)
- Bonifacy Marian Roman Waligórski (lok. 10)
- Bolesław Sass (lok. 11, †8 VIII 1938)
- Ignacy Szor (lok. 12)
- Józef Chyliński (lok. 28)
- Antoni Brażuk (lok. 57)
- Józef Trendota (lok. 73)
- Izydor Gwoźdź (lok. 85)
- Stanisław Marian Nawrocki (lok. 157)
- Kazimierz Julian Sochanik (lok. 158)

#### VI promocja, starszeństwo z 15 sierpnia 1929
- Jan Bochenek (pośmiertnie)
- Jan Wollak (lok. 1)
- Janusz Chmielowski (lok. 2)
- Marian Bronisław Tonn (lok. 3)
- Bolesław Wojtowicz (lok. 4)
- Henryk Orłowski (lok. 5)
- Stanisław Prus (lok. 6)
- Alfons Jakubianiec (lok. 19)
- Tadeusz Poliszewski (lok. 50)
- Jan Kazimierz Lech (lok. 64)
- Antoni Olechnowicz (lok. 68)
- Jan Olejniczak (lok. 112)
- Bolesław Żarczyński (lok. 122)
- Bolesław Pałys (lok. 230)
- Wiktor Zenon Antoni Dobrzański (lok. 255)
- Bazyli Tatarski (lok. 267)
- Aleksander II Prociuk (lok. 268)

#### VII promocja
W roku szkolnym 1927/1928 była to 58. klasa im. Legionów Piłsudskiego. Absolwenci tej promocji zostali mianowani podporucznikami ze starszeństwem z 15 sierpnia 1930

- Tadeusz Wojciech Wojciechowski (lok. 1)
- Kleofas Szepet (lok. 2) † 1940 Charków
- Feliks Marian Piorun (lok. 3)
- Stanisław Otton Drzewiecki (lok. 19)
- Aleksander Rybnik (lok. 42)
- Władysław Raginis (lok. 46)
- Eugeniusz Ladenberger (lok. 70)
- Włodzimierz Hryńko (lok. 71)
- Czesław Turek (lok. 72)
- Stanisław Łętowski (lok. 73)
- Feliks Michałkowski (lok. 77)
- Aleksander Florkowski (lok. 118)
- Władysław II Dąbrowski (lok. 122)
- Wiktor Gilewicz (lok. 136)
- Kazimierz Jaklewicz (lok. 181)
- Jan Baliński (lok. 215)
- Władysław Wysocki (lok. 216)
- Franciszek Omylak (lok. 29)

#### VIII promocja
W roku szkolnym 1928/1929 była to 59. klasa. Absolwenci tej promocji zostali mianowani podporucznikami ze starszeństwem z 15 sierpnia 1931

- Henryk Pohoski (lok. 1)
- Józef Chlipała (lok. 36)
- Jan Szatowski (lok. 65)
- Władysław Kabat (lok. 189)
- Jan Adam Niedzielski (lok. 236)
- Bolesław Nieczuja-Ostrowski (lok. 237)

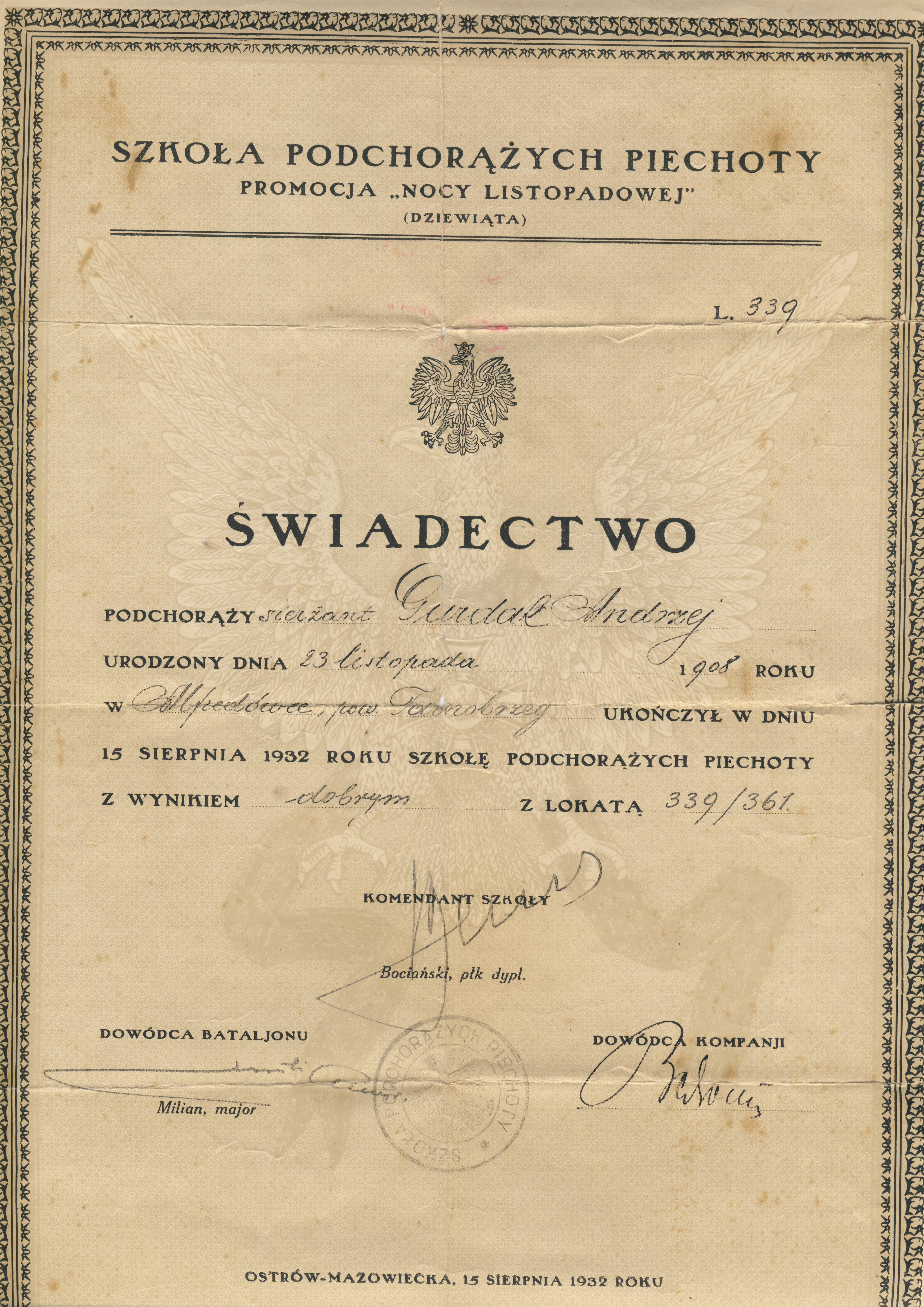
Świadectwo ukończenia szkoły (IX promocja)

- Kazimierz Krasoń (lok. 254)
- Józef Gryglewicz (lok. 289)
- Mieczysław Gorzeński (lok. 301)

#### IX promocja „Nocy Listopadowej”
Naukę rozpoczęli 15 listopada 1929, jako uczniowie klasy 60.

Absolwenci IX promocji zostali mianowani podporucznikami ze starszeństwem z 15 sierpnia 1932

- Włodzimierz Franciszek Gulin (lok. 1)
- Ludwik Gawrych (lok. 3)
- Adam Szajna (lok. 13)
- Józef Chomiuk (lok. 30)
- Władysław Smrokowski (lok. 135)
- Zygmunt Zawadzki (lok. 144)
- Stefan Dąbek (lok. 226)
- Zdzisław Barbasiewicz (lok. 233)
- Józef Maślanka (lok. 359)
- Arseniusz Jermoliński (lok. 361)
- Stanisław Trondowski (lok. 376)
- Andrzej Gurdak (lok. 396)
- Stanisław Żukowski (lok. 378)
- Wincenty Kwiatkowski

#### X promocja
5 sierpnia 1933 prezydent RP mianował absolwentów podporucznikami ze starszeństwem z 15 sierpnia 1933 w korpusie oficerów piechoty, a minister spraw wojskowych wcielił do oddziałów macierzystych.

- Stanisław Janusz Maykowski (lok. 100) †1940 Katyń
- Gracjan Klaudiusz Fróg (lok. 106)
- Zygmunt Żyłka vulgo Żebracki (lok. 159)
- Lucjan Giżyński (lok. 230)
- Włodzimierz Gajewski (lok. 256)
- Stanisław Mazur s. Mateusza (lok. 286) †1940 Katyń
- Czesław Malinowski (lok. 293)
- Juliusz Freisler (lok. 451)
- Zdzisław Pacak-Kuźmirski (lok. 492)

#### XI promocja

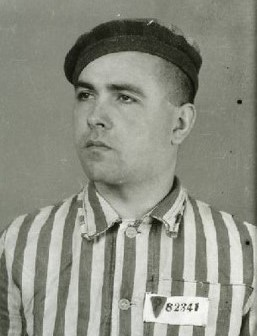
Por. piech. Eugeniusz Burski

4 sierpnia 1934 prezydent RP mianował absolwentów szkoły podporucznikami ze starszeństwem z 15 sierpnia 1934 w korpusie oficerów piechoty.

- Feliks Stawicki (lok. 1)
- Józef Wielgomasz (lok. 6)
- Leon Pająk (lok. 33)
- Ludwik Marszałek (lok. 38)
- Eugeniusz Burski (lok. 40) †5 I 1943 Auschwitz
- Aleksander Gabszewicz (lok. 61)
- Stanisław Betlej (lok. 81)
- Edward Jędrzejowski (lok. 86)
- Edward Maliszewski (lok. 92)
- Stanisław Sławomir Lindner (lok. 177)
- Edward Dorszewski (lok. 184)
- Julian Krzewicki (lok. 230)
- Juliusz Macewicz (lok. 471)
- Adolf Białogrodzki (lok. 344)
- Stanisław Bes

#### XII promocja, starszeństwo z 15 października 1935[142]
- ś.p. Ferdynand Palarz
- Józef Roman Utnicki (lok. 1)
- Anatol Trusow (lok. 2)
- Włodzimierz Kasprowicz (lok. 3)
- Tadeusz Dworzański (lok. 24)
- Henryk Karasiewicz (lok. 142)
- Łukasz Ciepliński
- Franciszek Walewski (lok. 215)
- Marian Mostowiec (lok. 237)
- Jan Kamiński (lok. 373)
- Zdzisław Górniak (lok. 378)
- Edmund Banasikowski (lok. 427)

#### XIII promocja, starszeństwo z 15 października 1936[143]
- Jan Kubik (lok. 1)
- Otton Roczniok (lok. 30)
- Roman Paszkowski (lok. 42)
- Zdzisław Kręgielski (lok. 49)
- Leopold Świkla (lok. 91)
- Jan Wyderkowski (lok. 113)
- Józef Chirowski (lok. 139)
- Stanisław Sędziak (lok. 178)
- Marian Janicki (lok. 250)
- Tadeusz Jerzy Truszkowski (lok. 251)
- Eugeniusz Raczko (lok. 347)

#### XIV promocja, starszeństwo z 1 października 1937[144]
- Władysław Leopold Kielman (lok. 1)
- Władysław Nowak (lok. 2)
- Jan Duszyński (lok. 3)
- Włodzimierz Drzewieniecki (lok. 4)
- Zefiryn Machalla (lok. 9)
- Włodzimierz Kolanowski (lok. 118)
- Hieronim Łagoda (lok. 145)
- Leon Michalski (lok. 169)
- Władysław Bes (lok. 177)
- Franciszek Otto Mottl (lok.178)
- Alojzy Bruski (lok. 187)
- Marian Bogdan Ginter (lok. 213)
- Kazimierz Załęski (lok. 315)

#### XV promocja 1 października 1938[145]
- Wacław Kuczuk (lok. 1)
- Paweł Bartoszek (lok. 2)
- Zbigniew Leon Wróblewski (lok. 3)
- Jan Mikołajewski (lok. 57)
- Mieczysław Wałęga (lok. 114)
- Walery Marian Krokay (lok. 122)
- Leonid Teliga (lok. 138)
- Jan Borysewicz (lok. 176)
- Stanisław II Mazur s. Jana (lok. 259) †1940 Katyń
- Stanisław Barzdo (lok. 290)
- Andrzej Skubisz (lok. 303)

#### XVI promocja
13 września 1939 Naczelny Wódz marszałek Polski Edward Śmigły-Rydz mianował podchorążych ostatniego rocznika (normalna promocja 1939) podporucznikami ze starszeństwem z dnia 1 sierpnia 1939 w korpusie piechoty.
- Karol Kostecki
- Stanisław Hartman †1940 Charków[146]

#### XVII promocja
13 września 1939 Naczelny Wódz marszałek Polski Edward Śmigły-Rydz mianował podchorążych przedostatniego rocznika (normalna promocja 1940) podporucznikami ze starszeństwem z dnia 1 września 1939 w korpusie piechoty.
- Stanisław Milczyński

## Sztandar
7 czerwca 1921 Naczelnik Państwa i Naczelny Wódz, Pierwszy Marszałek Polski Józef Piłsudski „w uznaniu zasług położonych przez warszawską Szkołę Podchorążych Piechoty około rozbudowy naszej armji narodowej oraz w uznaniu krwawych ofiar, poniesionych przez dzielnych wychowanków tej Szkoły, a celem pozostawienia następnym pokoleniom wychowanków widomego znaku, jak mają nadal trwać wiernie i karnie pod sztandarem służby zbrojnej Ojczyźnie, nadał jej chorągiew wzoru przepisanego ustawą dla chorągwi piechoty...”.
Sztandar był darem Towarzystwa Przyjaciół Szkoły Podchorążych. Prezesem Towarzystwa został książę Zdzisław Lubomirski, a wiceprezesem ówczesny komendant szkoły pułkownik Kazimierz Młodzianowski. Towarzystwo liczyło ponad 200 osób. Członkami towarzystwa był między innymi: Antoni Wieniawski, Stanisław Surzycki, generał Jan Jacyna, inżynier Brzeziński, redaktor Dębicki, mecenas Szumiński, ksiądz Jan Mauersberger, inżynier Dziewulski, Andrzej i Zofia Zalewscy oraz major Karol Hauke.
17 czerwca 1921 na dziedzińcu w Raszynie marszałek Polski Józef Piłsudski wręczył szkole chorągiew. W ceremonii wręczenia sztandaru wzięli udział podchorążowie klasy 37 i 38.
Obecnie sztandar znajduje się w Muzeum im. gen. Sikorskiego w Londynie.